# 瀬戸市

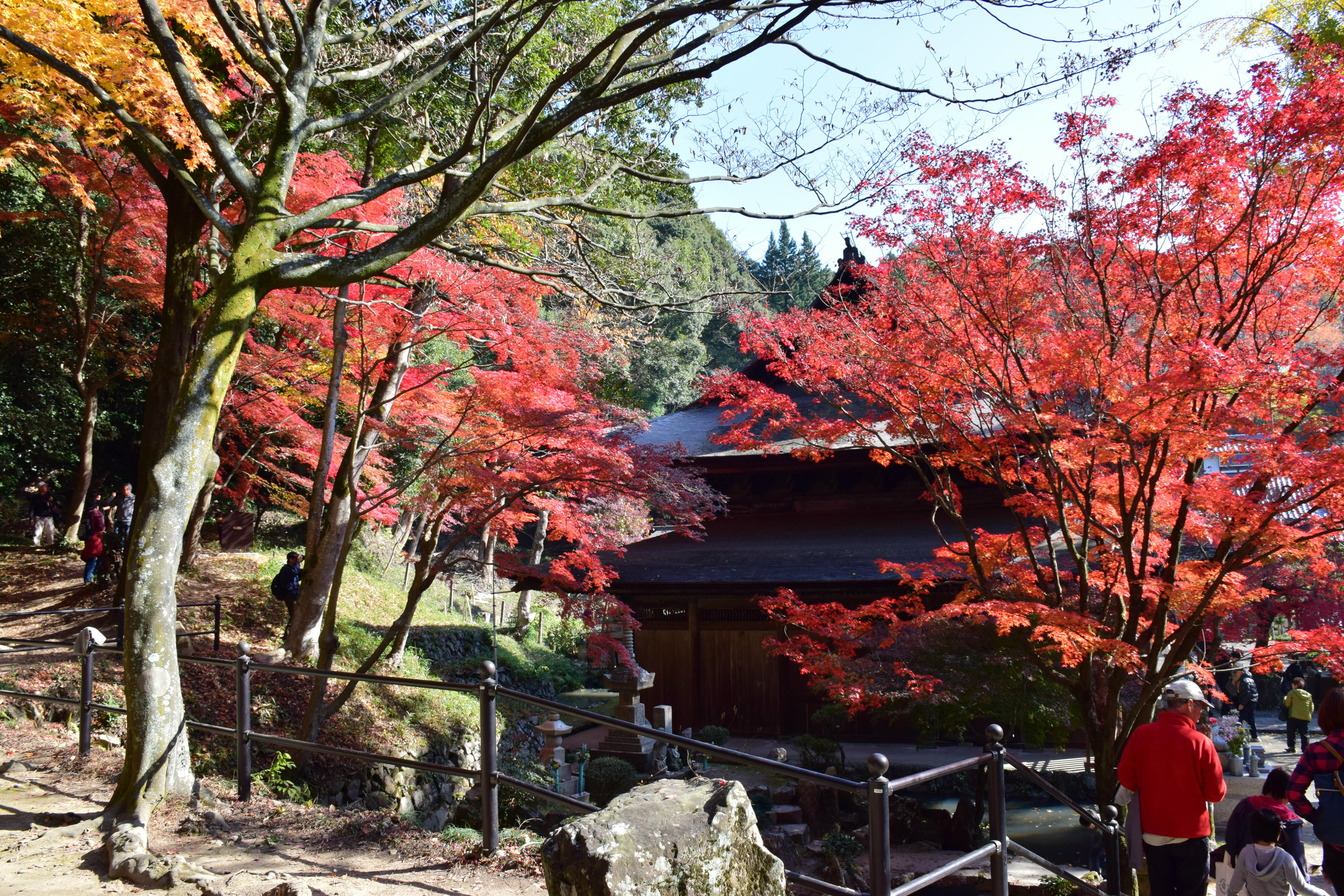
定光寺

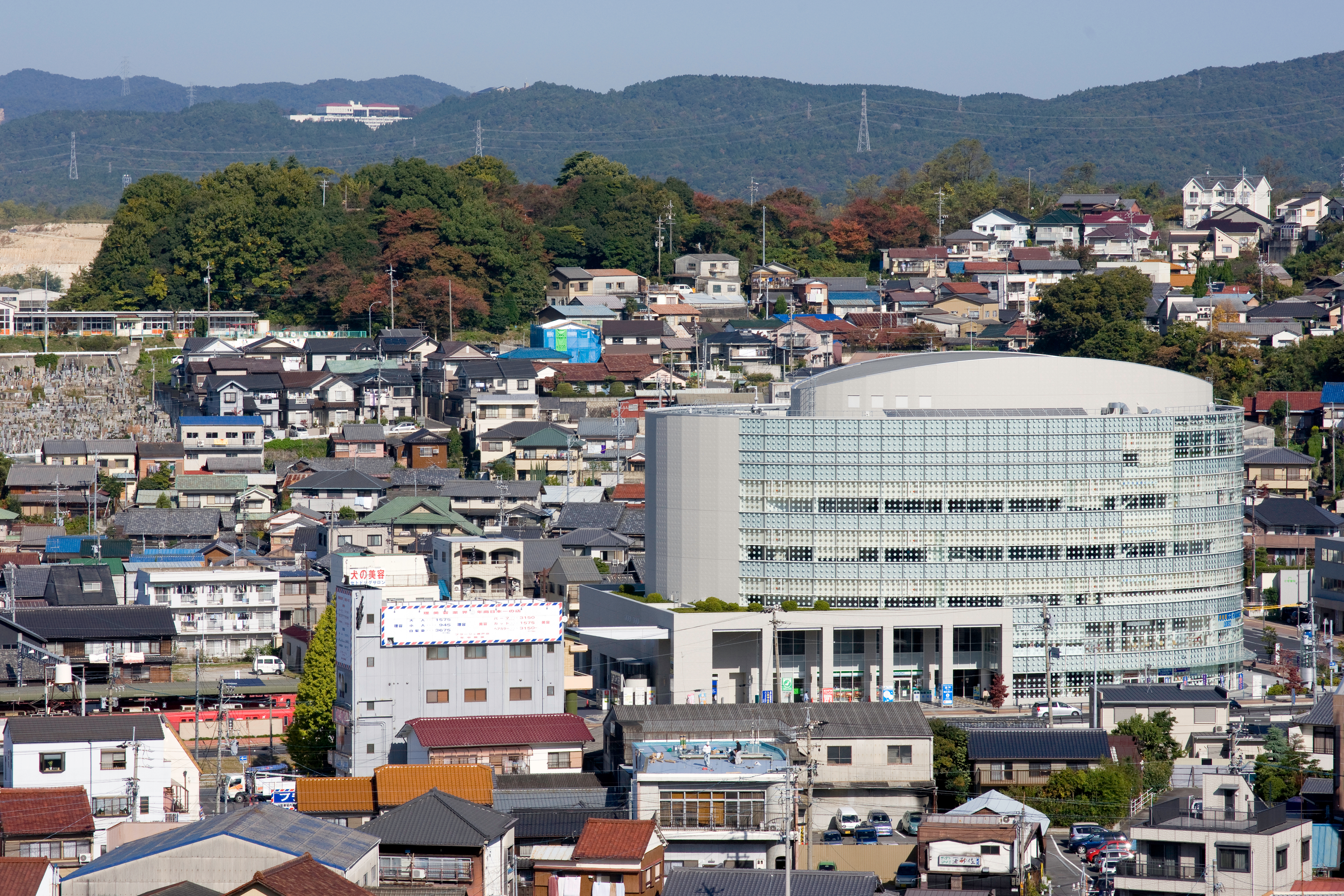
尾張瀬戸駅と瀬戸市中心市街地

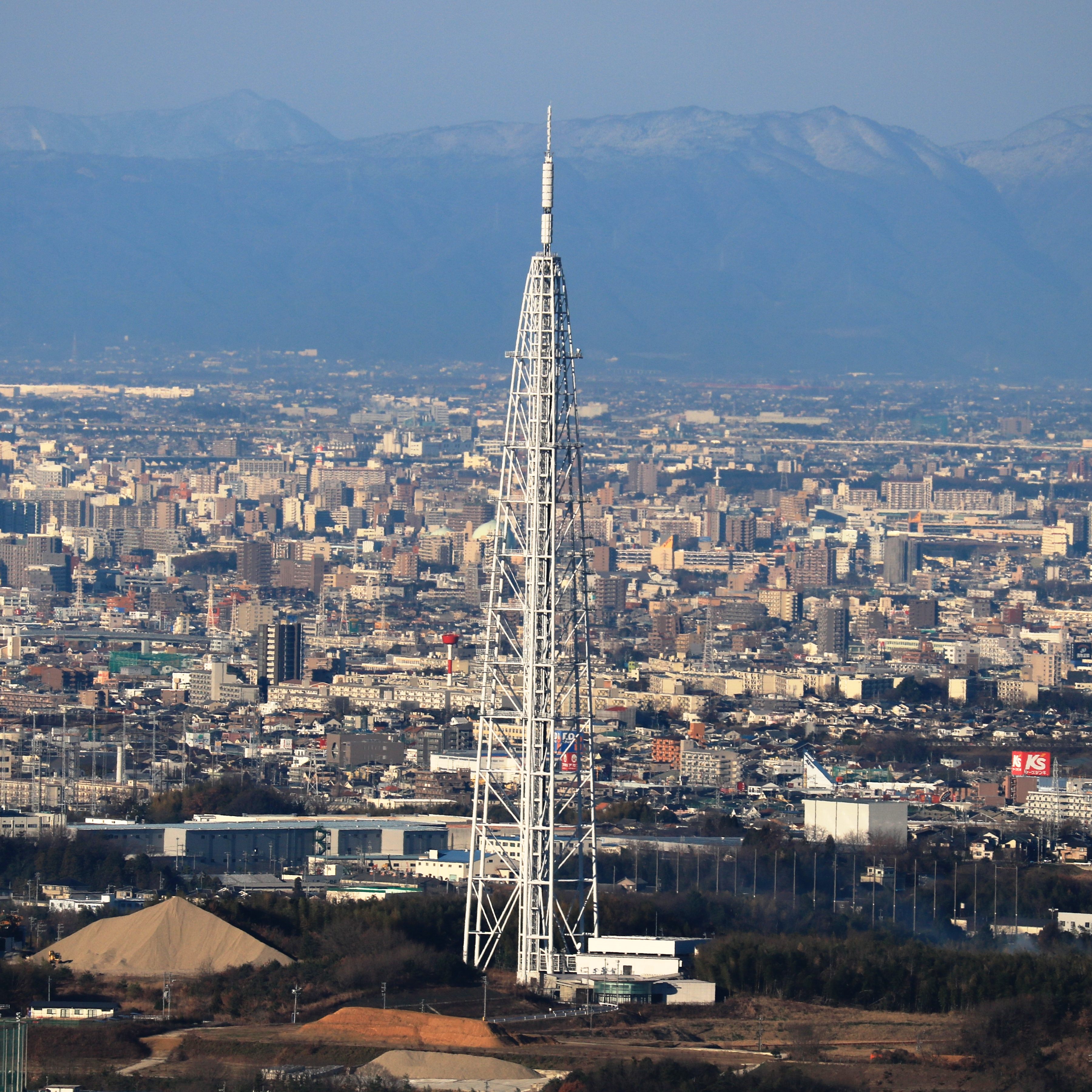
海上の森方面から見た瀬戸デジタルタワー

瀬戸市（せとし）は、愛知県の尾張北東部に位置する市。旧東春日井郡。1929年（昭和4年）市制施行。

## 概要
日本有数の陶磁器である瀬戸焼の生産地として知られる。「瀬戸物」（せともの）という名称は、この地の古くからの地名である「瀬戸」に由来する。市内に点在する鉱山では、陶磁器・ガラスの原料となる粘土・珪砂が産出される。市の主産業であった窯業は輸出向け製品が低迷しているものの、ファインセラミックス産業に力を入れている。
名古屋市中心部から北東約20kmに位置しており、名鉄瀬戸線で栄や大曽根と結ばれているほか、市内西部を愛知環状鉄道が縦断している。このため名古屋市だけでなく岡崎市や豊田市、春日井市へのアクセスも容易である。2000年代に入ると東海環状自動車道のせと品野IC・せと赤津ICが開通し、三河地方へのアクセスが更に改善された。
毎年9月の第2土・日曜日に開催されるせともの祭は、全国最大級の陶器の廉売市が行われ、毎年約50万人の人出で賑わう市内最大のイベントである。せと農業塾を立ち上げ、瀬戸豚やせトマトなど農業ブランドの確立を推進している。 近年には街全体を博物館に見立て「せと・まるっとミュージアム」を展開している。
長久手町（現・長久手市）と共に開催された2005年日本国際博覧会（愛・地球博）の2会場の一つである。のちに瀬戸会場は瀬戸万博記念公園 愛・パークとして、またシャトルバス発着場であった場所は知の拠点あいちとして整備された。
市外局番は大半の地域で0561を使っているが春日井市に隣接する鹿乗町のみ0568を使っている。

### 地名の由来
「瀬戸」は、瀬戸内海や早鞆ノ瀬戸のように「瀬戸に挟まれた内の海」を意味する言葉であり、通常狭い海峡の出口のことをいう。しかし、元々は「瀬の開ける場所」、すなわち「狭くて流れが急な場所から開けたところに出る場所」を意味しており、瀬戸市におけるの「瀬戸」も、その地勢からとって「狭い山間を流れる川が急に開けた場所」を意味する。
また「陶処（すえと：陶器の産地）」が転じたとする説もある。

## 地理

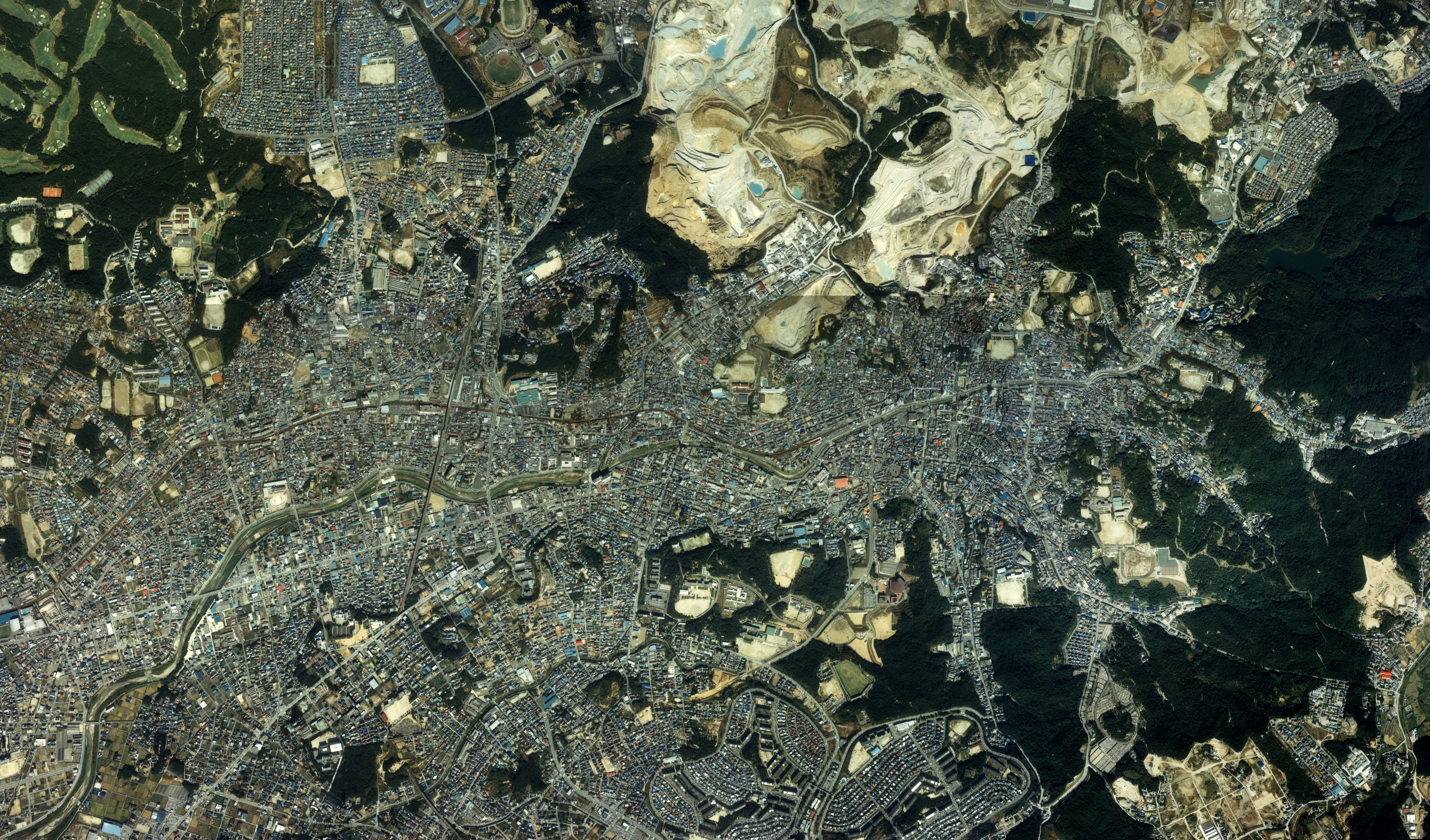
瀬戸市中心部周辺の空中写真。市街地の北側に陶磁器等の原料となる粘土・珪砂を採掘する採土場が広がる。1987年撮影の3枚を合成作成。。

尾張丘陵の一角に位置し、市を東西に流れる矢田川の支流瀬戸川の河岸に中心部がある。この中心部を含めたいわゆる市街地や官公庁、鉄道等は市域の南西に位置する丘陵部に集中しており、それを取り囲むように北部・東部・南東部にかけて山地が広がる。特に南東部には海上の森（かいしょのもり）がある。なお、市の南端に中京圏のテレビ放送の親局である瀬戸デジタルタワーがある。
高度経済成長期には窯業の低迷と入れ替わるように名古屋市のベッドタウン化が顕著になり、ニュータウンの開発が進んだ。南部に市内最大の住宅地である菱野団地が、西部には水野団地がある。工業団地の誘致も行われており、中央部に穴田企業団地や暁工業団地が、南東部には赤津工業団地がある。
市西部の北みずの坂・みずの坂のように現在も新興住宅地の開発が進む一方、中心市街地では高齢化率が高く人口の減少に歯止めがかかっていない。小中学校の統廃合が議論された結果、2020年4月に市内初の義務教育学校として瀬戸市立にじの丘学園が開校した。

### 地形

#### 山地
主な山
- 猿投山
- 権現山
- 城見山
- 太平山
- 東谷山
- 三国山

#### 河川
市内を流れる河川は全て庄内川水系である。
主な川
- 庄内川
- 矢田川
- 瀬戸川
- 水無瀬川
- 蛇ヶ洞川 - オオサンショウウオの生存が確認されている。

### 人口
| |                                        |  |
| 瀬戸市と全国の年齢別人口分布（2005年） | 瀬戸市の年齢・男女別人口分布（2005年） |  |
| ■紫色 ― 瀬戸市 ■緑色 ― 日本全国 | ■青色 ― 男性 ■赤色 ― 女性              |  |
| 瀬戸市（に相当する地域）の人口の推移 \| 1970年（昭和45年） \| 92,681人 \| \| \| 1975年（昭和50年） \| 112,569人 \| \| \| 1980年（昭和55年） \| 120,774人 \| \| \| 1985年（昭和60年） \| 124,623人 \| \| \| 1990年（平成2年） \| 126,340人 \| \| \| 1995年（平成7年） \| 129,393人 \| \| \| 2000年（平成12年） \| 131,650人 \| \| \| 2005年（平成17年） \| 131,925人 \| \| \| 2010年（平成22年） \| 132,224人 \| \| \| 2015年（平成27年） \| 129,046人 \| \| \| 2020年（令和2年） \| 127,792人 \| \| |                                        |  |
| 総務省統計局 国勢調査より |                                        |  |
| 1970年（昭和45年） | 92,681人                               |  |
| 1975年（昭和50年） | 112,569人                              |  |
| 1980年（昭和55年） | 120,774人                              |  |
| 1985年（昭和60年） | 124,623人                              |  |
| 1990年（平成2年） | 126,340人                              |  |
| 1995年（平成7年） | 129,393人                              |  |
| 2000年（平成12年） | 131,650人                              |  |
| 2005年（平成17年） | 131,925人                              |  |
| 2010年（平成22年） | 132,224人                              |  |
| 2015年（平成27年） | 129,046人                              |  |
| 2020年（令和2年） | 127,792人                              |  |

### 隣接する自治体･行政区
愛知県
- 名古屋市（守山区）
- 春日井市
- 尾張旭市
- 豊田市
- 長久手市

岐阜県
- 多治見市
- 土岐市

## 歴史

### 瀬戸焼の興り
10世紀頃から焼き物作りが始まったとされている。
鎌倉時代には良質の土が取れるこの地で加藤四郎左衛門景正（藤四郎）が陶器の製造を始める。
江戸時代には尾張藩（尾張徳川家）の直轄領となり、瀬戸で産する陶器製造は藩の独占産業となった。
18世紀後半になると陶器が磁器に押され始めたため、加藤民吉が肥前で磁器を学び、その技術によって瀬戸での磁器の製造が始まった。

### 明治維新以後
| 愛知県の人口上位自治体（1921年末） | 愛知県の人口上位自治体（1921年末） | 愛知県の人口上位自治体（1921年末） | 愛知県の人口上位自治体（1921年末） | 愛知県の人口上位自治体（1921年末） | 愛知県の人口上位自治体（1921年末） |
| #                                  | 自治体                             | 人口                               | #                                  | 自治体                             | 人口                               |
| ---------------------------------- | ---------------------------------- | ---------------------------------- | ---------------------------------- | ---------------------------------- | ---------------------------------- |
| 1                                  | 名古屋市                           | 633,274                            | 11                                 | 渥美郡高師村                       | 14,405                             |
| 2                                  | 豊橋市                             | 65,033                             | 12                                 | 丹羽郡古知野町                     | 13,965                             |
| 3                                  | 岡崎市                             | 41,684                             | 13                                 | 渥美郡田原町                       | 13,831                             |
| 4                                  | 一宮市                             | 30,558                             | 14                                 | 海部郡津島町                       | 13,772                             |
| 5                                  | 東春日井郡瀬戸町                   | 23,092                             | 15                                 | 中島郡祖父江町                     | 13,300                             |
| 6                                  | 碧海郡安城町                       | 19,607                             | 16                                 | 西加茂郡挙母町                     | 12,317                             |
| 7                                  | 知多郡半田町                       | 17,141                             | 17                                 | 渥美郡福江町                       | 12,256                             |
| 8                                  | 幡豆郡西尾町                       | 15,511                             | 18                                 | 宝飯郡蒲郡町                       | 12,120                             |
| 9                                  | 知多郡亀崎町                       | 15,170                             | 19                                 | 東春日井郡小牧町                   | 12,101                             |
| 10                                 | 幡豆郡一色町                       | 15,114                             | 20                                 | 碧海郡矢作町                       | 11,345                             |

明治時代になるとますます窯業が盛んとなった。鉄道やバスなどの交通基盤の整備などが進み、人口が増加したことから、1929年（昭和4年）に市制を施行した。愛知県では一宮市に次いで5番目の市制施行である。昭和恐慌、太平洋戦争を経て、長期的に見れば製造業としての窯業は衰退している。高度経済成長期には名古屋市のベッドタウン化が進行し、その後窯業は観光資源としての位置づけを高めつつある。高速道路ICも開業し、工業団地などに企業誘致を積極的に行っている。
- 1889年（明治22年） : 市町村制施行により瀬戸村誕生。
- 1892年（明治25年） : 町制施行。
- 1895年（明治28年） : 瀬戸陶器学校（現在の瀬戸窯業高等学校）が開校。
- 1905年（明治38年）4月2日 : 瀬戸自動鉄道により現在の名鉄瀬戸線が瀬戸駅-矢田駅間で開業。
- 1905年（明治38年） : 紺屋田町・東印所町の斜面にホフマン工事（ハゲ山復旧工事）施工。
- 1908年（明治41年） : 瀬戸警察署設置。
- 1910年（明治43年）11月17日 : 皇太子（のちの大正天皇）、萩の茶屋（砂防工事見学）、瀬戸町立瀬戸陶器学校（現愛知県立瀬戸窯業高等学校）に行啓。
- 1922年（大正10年） : 東京大学愛知演習林（現東京大学演習林生態水文学研究所）設置。
- 1923年（大正11年） : 瀬戸町立愛知県瀬戸女学校（現在の瀬戸高等学校）が開校。
- 1925年（大正14年） : 赤津村 と合併。
- 1929年（昭和4年）10月1日 : 市制施行により瀬戸市となる。
- 1930年（昭和5年） : 省営バス（現在のジェイアール東海バス）が日本で初めて運行開始[注釈 2]。
- 1932年（昭和7年） : せともの祭が初めて開催される。
- 1934年（昭和9年） : 瀬戸少年院が開設される。
- 1936年（昭和11年） : 公立陶生病院が開院。
- 1945年（昭和20年） : アメリカ軍が空襲。（瀬戸空襲）
- 1946年（昭和21年）10月22日：昭和天皇が瀬戸陶磁器工業施設組合などに行幸（昭和天皇の戦後巡幸の一環）[9]。
- 1951年（昭和26年）
  - 5月3日 : 東春日井郡水野村を合併。
  - 8月 : 瀬戸市消防本部が設置される。
- 1955年（昭和30年）2月11日 : 愛知郡幡山村を合併。
- 1957年（昭和32年）8月4日 : 東泉町で住宅裏の斜面が崩落。死者・行方不明者22人、重傷者8人、住宅9戸と工場1棟が倒壊[10]。
- 1959年（昭和34年）4月1日 : 東春日井郡品野町を合併。
- 1963年（昭和38年）5月12日 :聖カピタニオ女子高等学校が開校。
- 1967年（昭和42年） : 市内最大の団地菱野団地の造成が始まる。
- 1978年（昭和53年）
  -  : 愛知県陶磁資料館が開館。
  - 8月20日 : 名鉄瀬戸線が栄町へ乗り入れ開始。
  -  : 愛知県立瀬戸西高等学校が開校。
- 1982年（昭和57年） : 瀬戸市文化センター完成。
- 1983年（昭和58年） : 愛知県立瀬戸北高等学校が開校。
- 1988年（昭和63年）1月31日 : 愛知環状鉄道線開業。

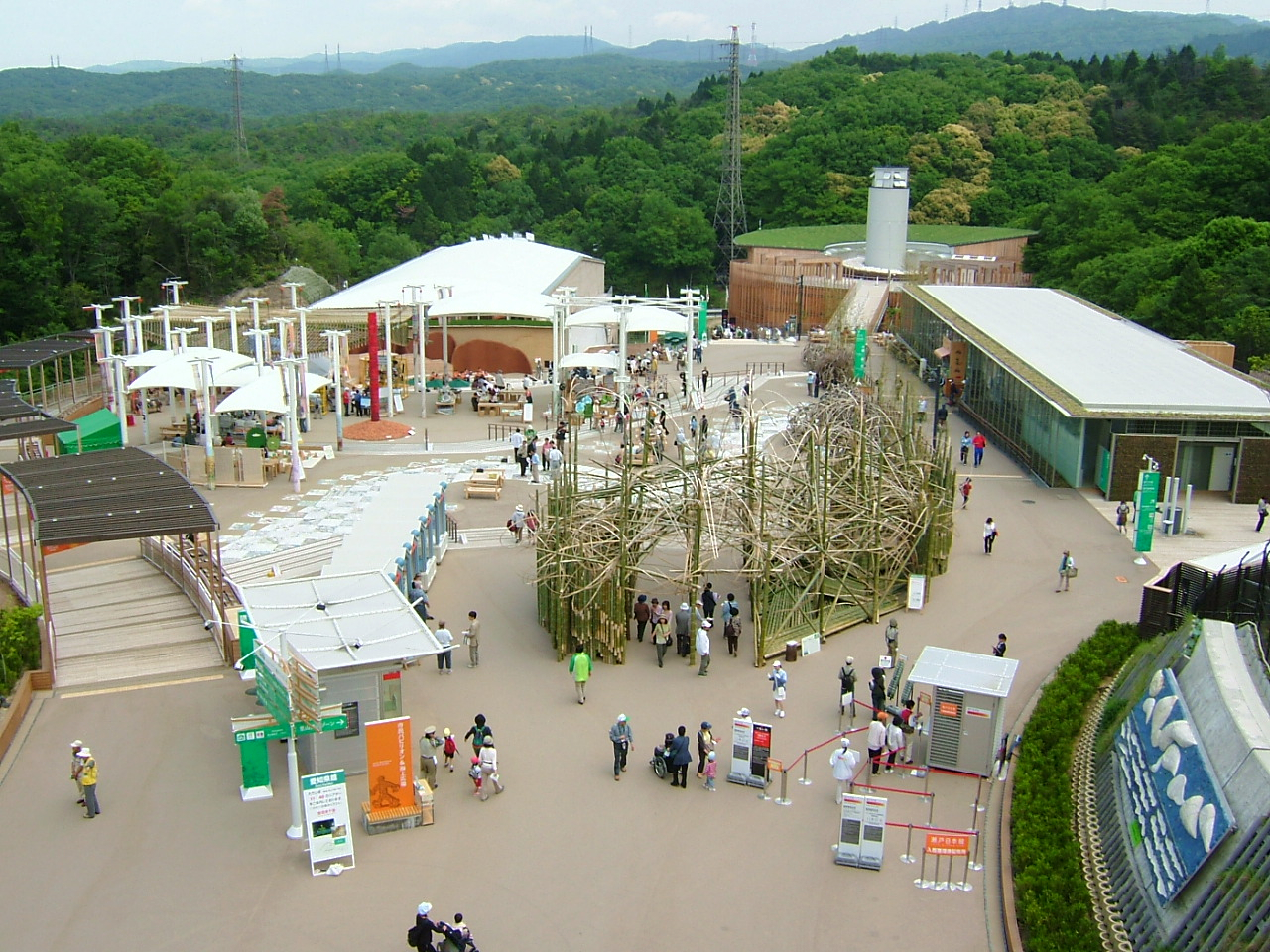
愛・地球博 瀬戸会場

- 1993年（平成5年） : 瀬戸市福祉保健センター（やすらぎ会館）完成。
- 1994年（平成6年）:わかしゃち国体で瀬戸市体育館がウエイトリフティングの会場として開催される。
- 1999年（平成11年）5月28日 : 新世紀工芸館が開館。

### 21世紀
- 2003年（平成15年）8月23日 : 瀬戸デジタルタワーが開塔。
- 2004年（平成16年）3月20日：瀬戸菱野トンネルが開通。
- 2005年（平成17年）
  - 2月19日 : パルティせと完成。
  - 3月19日 : 瀬戸蔵・瀬戸蔵ミュージアム完成。東海環状道せと赤津IC、せと品野IC開業。
  - 3月25日 - 9月25日 : 愛・地球博開催。瀬戸会場が置かれる。
- 2006年（平成18年）12月16日 : 瀬戸市コミュニティバス運行開始。
- 2008年（平成20年）3月25日 : 市内全域でレジ袋有料化が始まる。
- 2009年（平成21年）
  - 3月20日 : 瀬戸万博記念公園 愛・パーク開園。
  - 5月 : 瀬戸市まるっとミュージアム・観光協会で、せとちゃんが、せと・まるっとミュージアムのイメージキャラクターとして承認された。
- 2010年（平成22年）4月1日 : 瀬戸市立瀬戸養護学校さくらんぼ学園開校。
- 2011年（平成23年）
  - 3月19日 : 市内公共施設内での全面禁煙が始まる。
    - 3月26日 : 道の駅瀬戸しなの開業。しなのバスセンター開設。
- 2012年（平成24年）
  - 6月：陶祖800年祭が平成26年まで市内一円で始まる。
  - 12月1日：尾張旭市と共同で消防指令センターの運用開始。
- 2013年（平成25年）3月22日：知の拠点あいち内のあいちシンクロトロン光センターの運用が開始される。
- 2014年（平成26年）
  - 6月20日：名古屋市と瀬戸市に跨る志段味古墳群が国の史跡に追加される。
  - 10月1日：全国で初となる病児・病後児の一時預かりを専門に扱う施設の運用が始まる。
- 2015年（平成27年）
  - 11月7日より岩屋堂紅葉まつりにてシャトルバスの運行が開始。
  - 2月16日：市役所新庁舎が完成。運用を開始。
- 2017年（平成29年）
  - 4月18日：「きっと恋する六古窯 －日本生まれ日本育ちのやきもの産地－」の名称で日本遺産に瀬戸焼、広久手30号窯跡、瀬戸窯、深川神社、窯垣の小径、赤津焼などが登録された。
  - 8月6日：瀬戸市立休日急病診療所が開設。運用が開始される。
- 2020年　(令和2年):2月1日市内6校の小中学校を統合し小中一貫校の瀬戸市立にじの丘学園が開校。

## 行政

### 市長
- 市長：川本雅之（2023年5月1日就任、1期目）

| 代   | 氏名       | 就任年月日    | 退任年月日    |
| ---- | ---------- | ------------- | ------------- |
| 初代 | 小出鉢三   | 1929年10月1日 | 1933年7月14日 |
| 2代  | 稲葉俊太郎 | 1933年7月14日 | 1934年3月7日  |
| 3代  | 泉崎三郎   | 1934年5月2日  | 1937年4月30日 |
| 4代  | 古村貢三郎 | 1938年1月13日 | 1939年2月10日 |
| 5代  | 水野憲吾   | 1939年6月11日 | 1943年6月10日 |
| 6代  | 橘筬丸     | 1943年6月19日 | 1945年11月5日 |
| 7代  | 加藤章     | 1946年1月12日 | 1963年4月30日 |
| 8代  | 加藤繁太郎 | 1963年5月1日  | 1987年4月30日 |
| 9代  | 井上博通   | 1987年5月1日  | 1999年4月30日 |
| 10代 | 増岡錦也   | 1999年5月1日  | 2015年4月30日 |
| 11代 | 伊藤保徳   | 2015年5月1日  | 2023年4月30日 |
| 12代 | 川本雅之   | 2023年5月1日  | 現職          |

### 財政
2019年度（平成31年度）当初予算案
| 会計名   | 予算額            | 前年度対比 |
| -------- | ----------------- | ---------- |
| 一般会計 | 417億4,000万円    | 8.6％増    |
| 特別会計 | 269億0200万円     | 2.3％減    |
| 企業会計 | 35億2,854万5千円  | 11.0％減   |
| 全会計   | 721億7,054万5千円 | 3.2％増    |

### 姉妹都市･提携都市

#### 国外
焼き物つながりの都市と提携を結んでいるのが特徴である。
姉妹都市
- リモージュ市（フランス共和国 ヌーヴェル･アキテーヌ地方 オート･ヴィエンヌ県）
2003年（平成15年）11月18日 姉妹都市提携
- ナブール市（チュニジア共和国 ナブール県）
2004年（平成16年）11月8日 姉妹都市提携
- 利川市（大韓民国 京畿道)
2006年（平成18年）4月20日 姉妹都市提携

友好都市
- 景徳鎮市（中華人民共和国 江西省）
1996年（平成8年）10月 友好都市提携

フレンドシップ相手国
2005年に開催された愛知万博では「一市町村一国フレンドシップ事業」が行われた。名古屋市を除く愛知県内の市町村が120の万博公式参加国をそれぞれフレンドシップ相手国として迎え入れた。
- コンゴ共和国
- チュニジア共和国
- フランス共和国

#### 国内
提携都市
- 常滑市（愛知県）
2012年（平成24年）7月5日 日本六古窯都市災害時相互応援協定締結

## 議会

### 県議会
2019年愛知県議会議員選挙
- 選挙区：瀬戸市選挙区
- 定数：2人
- 投票日：2019年4月7日
- 当日有権者数：105,764人[11]
- 投票率：33.96％[11]

| 候補者名 | 当落 | 年齢 | 所属党派   | 新旧別 | 得票数   |
| -------- | ---- | ---- | ---------- | ------ | -------- |
| 島倉誠   | 当   | 57   | 自由民主党 | 現     | 16,953票 |
| 長江正成 | 当   | 59   | 無所属     | 現     | 14,281票 |
| 近藤利彦 | 落   | 73   | 無所属     | 新     | 3,849票  |

2015年愛知県議会議員選挙
- 選挙区：瀬戸市選挙区
- 定数：2人
- 投票日：2015年4月12日
- 当日有権者数：104,417人[12]
- 投票率：35.68％[12]

| 候補者名 | 当落 | 年齢 | 所属党派   | 新旧別 | 得票数   |
| -------- | ---- | ---- | ---------- | ------ | -------- |
| 島倉誠   | 当   | 53   | 自由民主党 | 現     | 17,353票 |
| 長江正成 | 当   | 55   | 民主党     | 現     | 14,882票 |
| 酒向英一 | 落   | 65   | 無所属     | 新     | 4,252票  |

### 衆議院
- 選挙区：愛知6区（瀬戸市、春日井市）
- 任期：2024年10月27日 - 2028年10月26日
- 投票日：2024年10月27日
- 当日有権者数：355,077人[13]
- 投票率：52.72％

| 当落 | 候補者名 | 年齢 | 所属党派   | 新旧別 | 得票数   | 重複 |
| ---- | -------- | ---- | ---------- | ------ | -------- | ---- |
| 当   | 丹羽秀樹 | 51   | 自由民主党 | 前     | 92,083票 | ○    |
|      | 前田雄吉 | 64   | 無所属     | 元     | 32,608票 |      |
|      | 大西雅人 | 29   | 社会民主党 | 新     | 26,854票 | ○    |
|      | 原田学   | 74   | 日本社会党 | 新     | 26,425票 |      |

## 施設

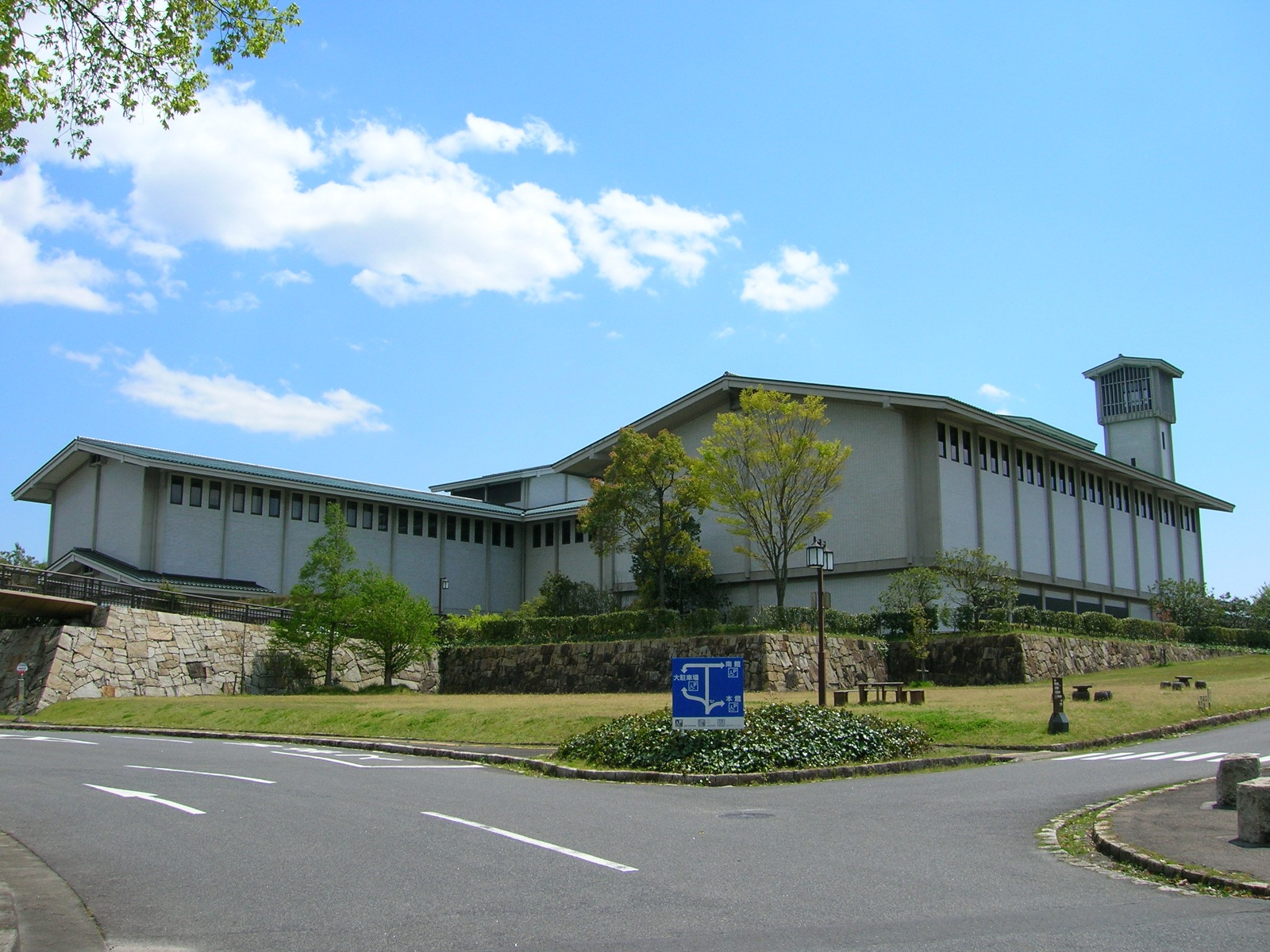
愛知県陶磁美術館

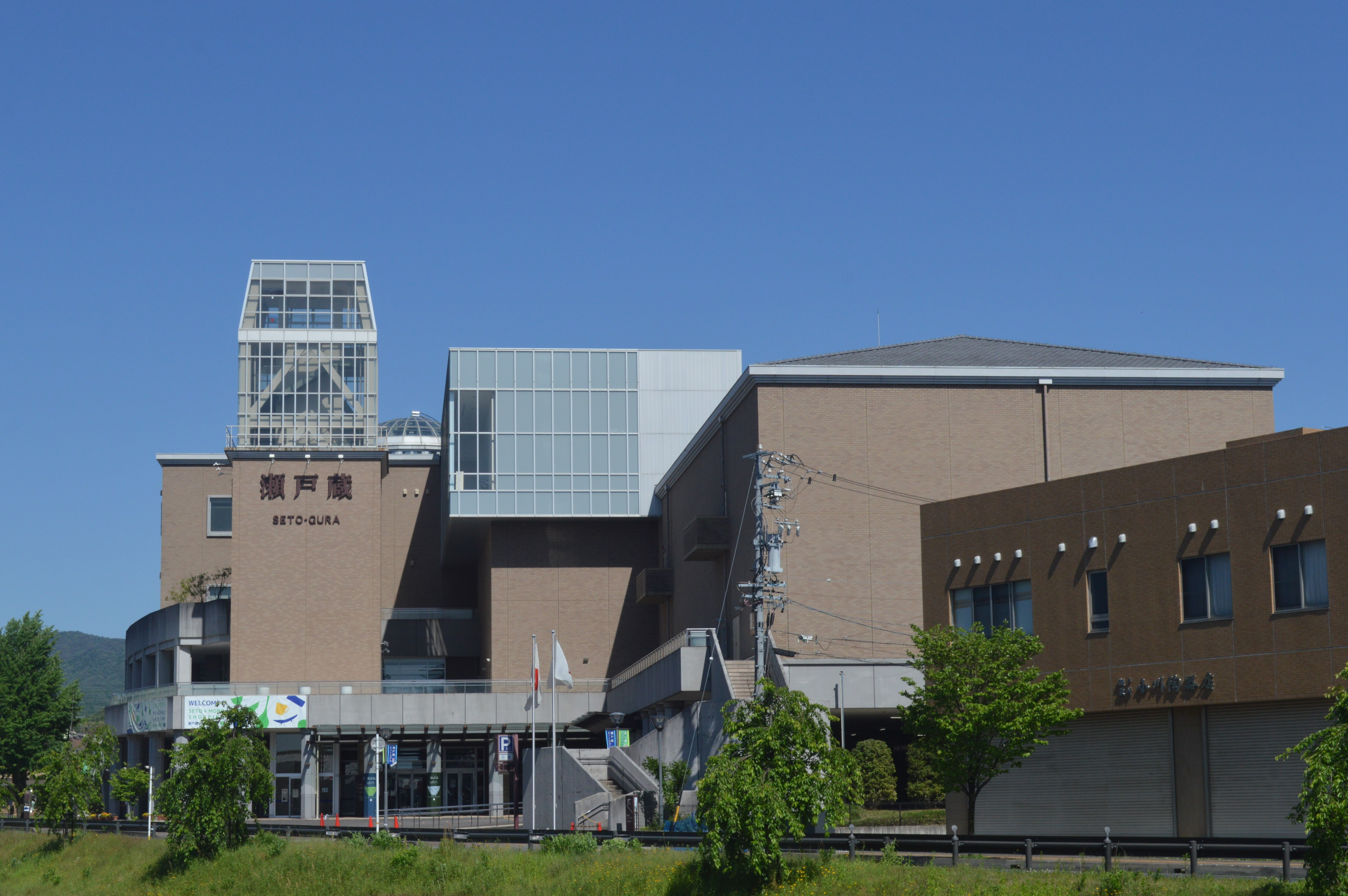
瀬戸蔵

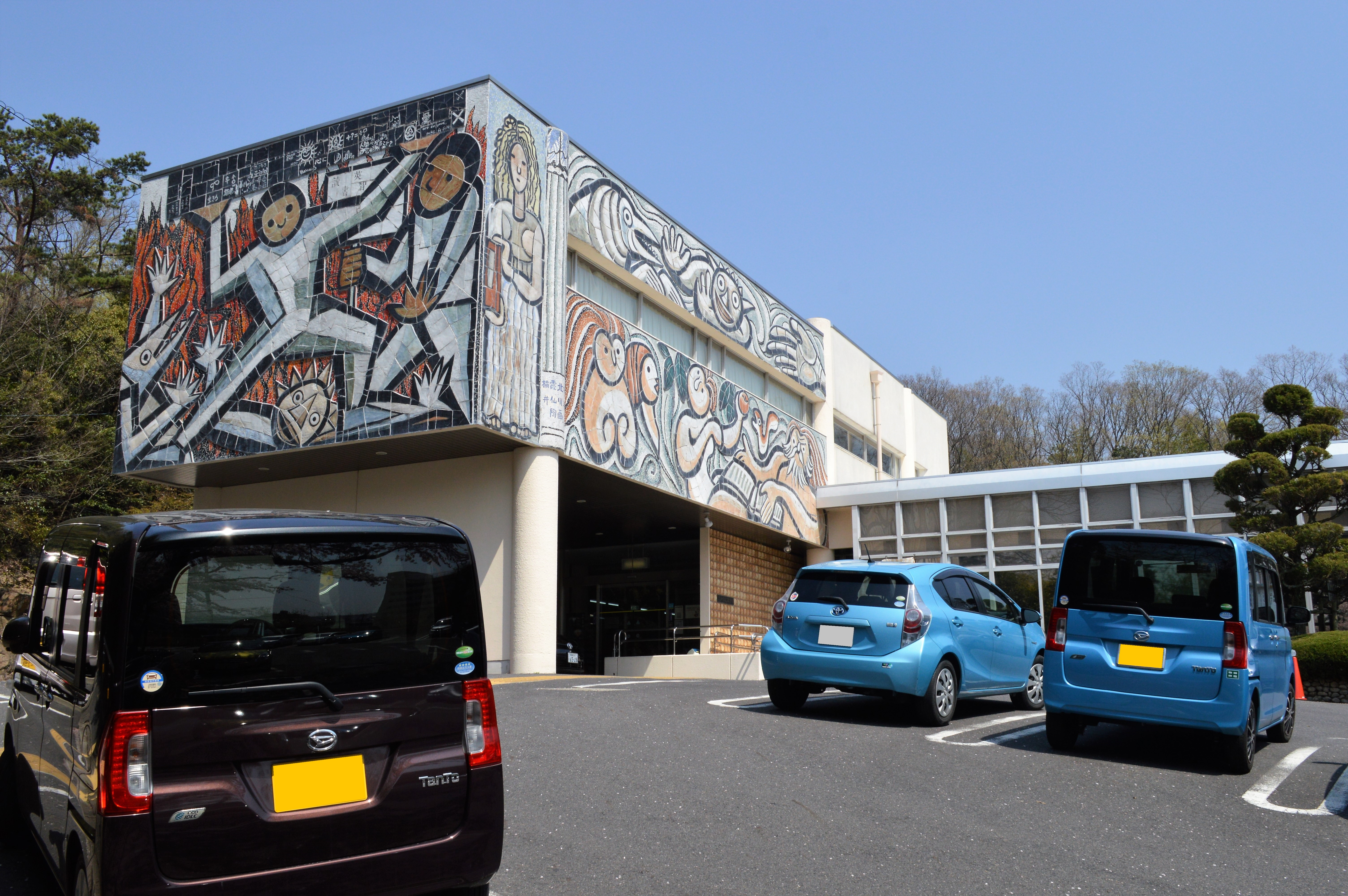
瀬戸市立図書館

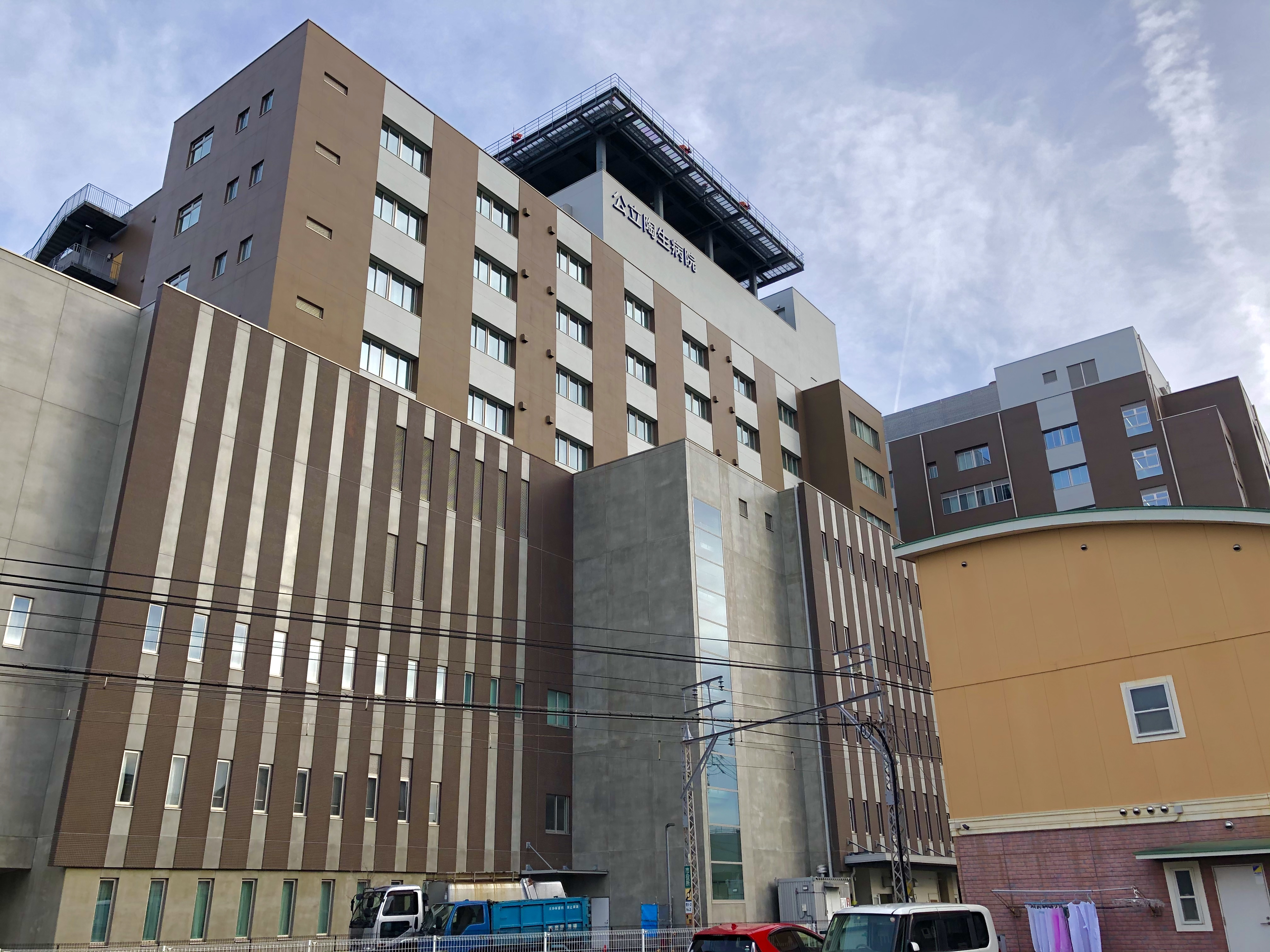
公立陶生病院

### 国家機関
厚生労働省
- 愛知労働局
  - 瀬戸労働基準監督署
  - 瀬戸公共職業安定所

防衛省
- 自衛隊愛知地方協力本部瀬戸地域事務所

法務省
- 検察庁
  - 瀬戸区検察庁
- 瀬戸少年院

財務省
- 国税庁
- 名古屋国税局 尾張瀬戸税務署

裁判所
- 瀬戸簡易裁判所

### 警察
警察署
- 愛知県瀬戸警察署

交番
- 品野交番（品野町6丁目）
- 原山交番（八幡台1丁目）
- 瀬戸口交番（瀬戸口町）
- 共栄交番（共栄通6丁目）
- 孫田交番（東横山町）
- 記念橋交番（末広町）
- 水野交番（中水野町）

駐在所
- 定光寺駐在所（定光寺町）
- 上品野駐在所（上品野町）
- 赤津駐在所（西窯町）
- 山口駐在所（田中町）

### 消防
本部
- 瀬戸市消防本部

消防署
- 瀬戸市消防署（苗場町101）

分署
- 東分署（品野町1-190-1）
- 南分署（南山口町143）

### 医療
保健所
- 愛知県瀬戸保健所

主な病院
- 公立陶生病院（瀬戸市・尾張旭市・長久手市の各自治体が出資）
- 愛知県赤十字血液センター
- 病児・病後児一時預かり施設「おひさま」
- 瀬戸市立休日急病診療所

### 郵便局
主な郵便局
- 瀬戸郵便局

### 運動施設
- 瀬戸市民球場
- 瀬戸市体育館
- 瀬戸市民プール
- 瀬戸市弓道場
- 瀬戸市武道場

### 公共施設
- 産業支援センターせと
- 定光寺野外活動センター
- 瀬戸市埋蔵文化財センター
- 瀬戸市国際センター
- ねむの森
- あいち産業科学技術総合センター 瀬戸窯業技術センター
- 瀬戸市クリーンセンター
- 瀬戸市デジタルリサーチパークセンター
- 知の拠点あいち[注釈 3]
- パルティせと（市の公共施設および、飲食店・証券会社・物販などの複合施設）
- 瀬戸蔵・瀬戸蔵ミュージアム
- 岩屋堂バンガロー村
- せとっ子ファミリー交流館
- 窯神グランド
- 瀬戸市学校給食センター
- あいち海上の森センター
- 瀬戸市斎苑
- 春雨墓苑
- 瀬戸市健康福祉会館（やすらぎ会館）
- 瀬戸市交通児童遊園
- 瀬戸市蛇ヶ洞浄水場
- 瀬戸市馬ヶ城浄水場
- ケアプラザ瀬戸
- しなのバスセンター

### 処理施設
- 瀬戸市資源リサイクルセンター
- 瀬戸市クリーンセンター
- 瀬戸市勤労青少年ホーム
- 尾張東部衛生組合晴丘センター（尾張旭市晴丘町） - 瀬戸市・尾張旭市・長久手市の3市で構成される一部事務組合である尾張東部衛生組合のごみ処理施設

### 文化施設
資料館
- 赤津焼会館
- 瀬戸市下水道資料館
- 瀬戸市歴史民俗資料館
- 山口郷土資料館

美術館
- 愛知県陶磁美術館
- 瀬戸市新世紀工芸館
- 瀬戸染付工芸館
- 瀬戸市美術館

博物館
- 瀬戸蔵ミュージアム
- 招き猫ミュージアム

その他
- 瀬戸市文化センター
- 瀬戸市立図書館
- 瀬戸信用金庫アートギャラリー

### 公民館
公民館
- 陶原
- 深川
- 祖母懐
- 古瀬戸
- 東明
- 效範
- 長根
- 水南
- 山口
- 幡山
- 下品野
- 掛川
- 原山
- 萩山
- 八幡

地域交流センター
- 西陵地域交流センター（ふれあいかん）
- 品野台地域交流センター（ぬくも里）
- 道泉地域交流センター（ぐるっぺ道泉）
- 水野地域交流センター（まほろば)
- 新郷地域交流センター（さとの家）
- 下品野地域交流センター(ふれあい)

## 経済

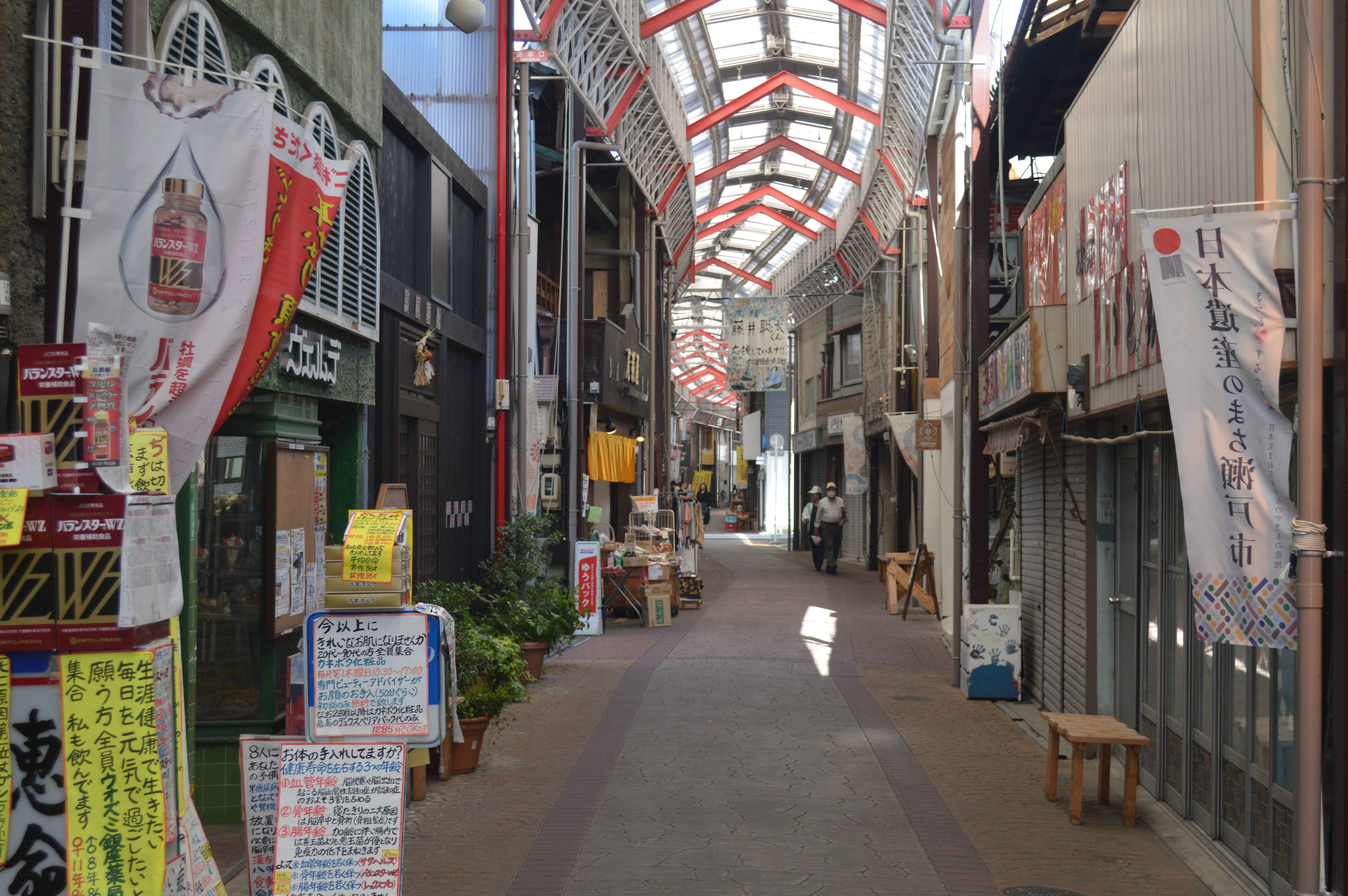
せと銀座通り商店街

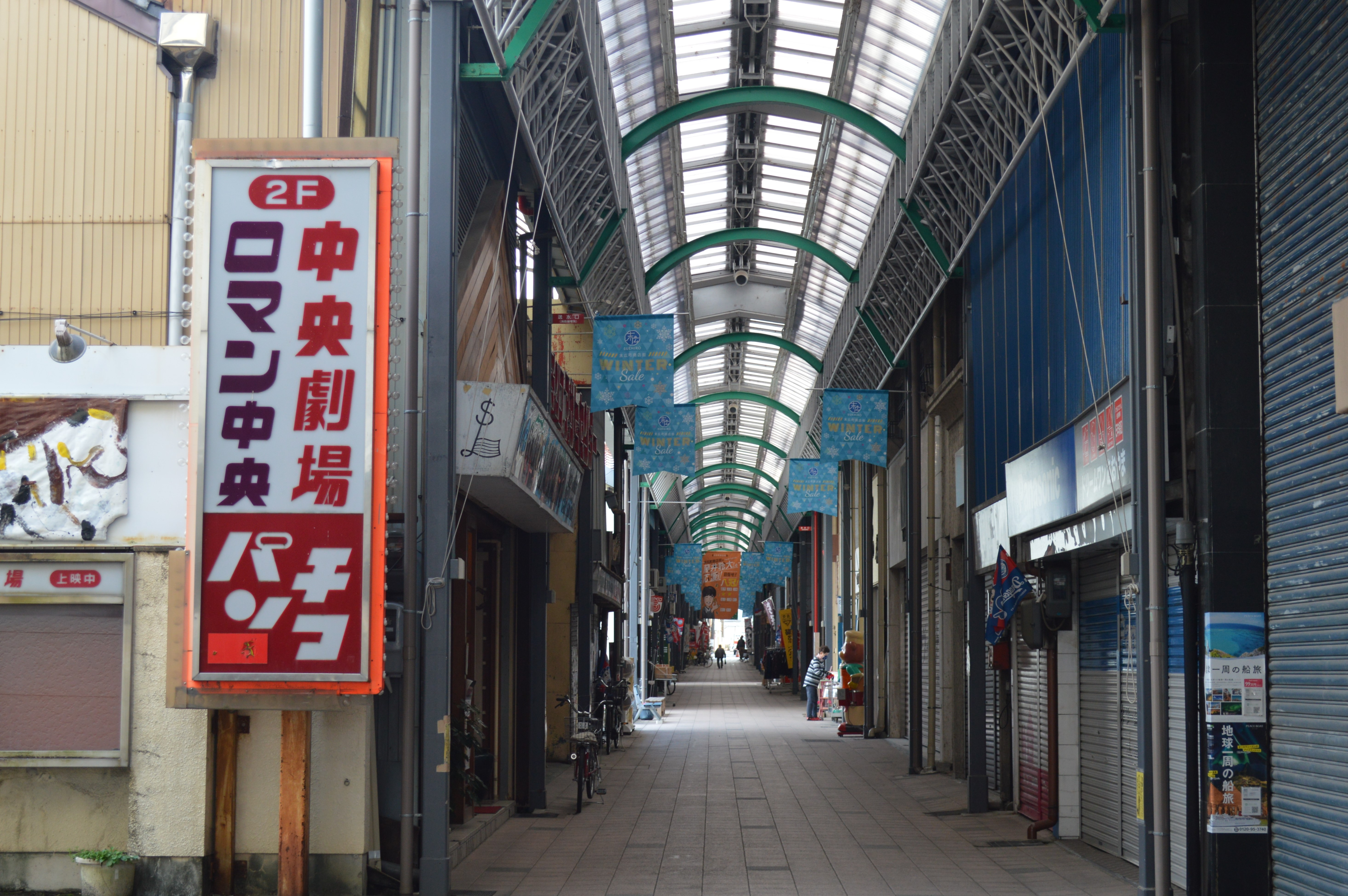
せと末広町商店街

しょうゆ味のいわゆる瀬戸焼きそばがあるほか、五目ごはんの発祥地でもある。昔は窯焼きの人の栄養補給にうなぎが重宝されていた為、現在でもうなぎ屋が多い。また焼肉のホルモンを「せんまい」と呼びそれが浸透している。愛知県下で全市的にレジ袋を有料化した最初の自治体でもある。

### 商業
市場
- 尾張東地方卸売市場（瀬戸市南山口町）

主な商業施設
- ヤマダデンキテックランド瀬戸店
- エディオン瀬戸アピタ店
- アピタ瀬戸店
- イオン瀬戸みずの店
- バロー新瀬戸店、瀬戸西店、品野店
- フィール瀬戸店
- ヤマナカ共栄店
- ニトリ瀬戸店
- 西友瀬戸店
- DCM瀬戸店
- A・L・L SETO
- ホームセンターバロー瀬戸店
- サンワフード末広店
- 西松屋瀬戸店
- 新鮮市場いせや
- 尾張東地方卸売市場直売所 しんせん
- ライトオン瀬戸店
- ホームプラザナフコ瀬戸みずの店
- Aコープ幡山店
- せと銀座通り商店街
- せと末広町商店街
- TSUTAYA瀬戸共栄通店、瀬戸店
- ドミー瀬戸菱野店

### 本社を置く主な企業
- 愛知県陶磁器工業協同組合
- 朝日インテック
- アンスコ
- イトー急行
- 伊藤忠セラテック
- エジリー
- 大橋運輸
- オプトン
- 尾張東部放送
- 河村電器産業
- 熊野油脂
- コンディメント・メディテラネオ
- 瀬戸自動車学校
- 瀬戸信用金庫
- 瀬戸いすゞ自動車
- ダートフリーク
- 大樹開発
- ダイナモ
- ダイハチ
- 東海合金工業
- 東新セラテック
- 成田製陶所
- 富士特殊紙業

### 事業所を置く主な企業
- ホーユー
- リンナイ
- 星野楽器 暁工場
- イズミック
- パナソニック電工
- スズキ部品センター愛知
- 東海東京証券
- 東邦ガス瀬戸営業所
- 東邦液化ガス瀬戸営業所
- 豊田合成
- アルプス物流
- イスコジャパン
- 日本高周波鋼業名古屋支店
- MARUWA瀬戸工場
- 丸眞瀬戸物流センター
- ジブラルタ生命瀬戸支店
- セコム瀬戸営業所
- エムケイ観光バス
- 菊水化学工業東海工場
- 東芝ライフスタイル
- シーキューブ愛知
- 名鉄バス瀬戸合宿所
- 愛電交通・名鉄西部交通瀬戸支店
- 名鉄観光バス瀬戸支店
- ジェイテクトギヤシステム
- 中部ディナーサービス
- タイヨーエレック
- ワタキューセイモア
- ユニー瀬戸プロセスセンター
- LIXIL
- 朝日インテック
- トーエネック
- サンエス石膏
- 建設ゴム
- ピックルスコーポレーション中京工場
- タカギスチール瀬戸工場
- 名糖産業瀬戸工場

## 情報・通信

### 新聞社
- 中日新聞社瀬戸支局
- 中部経済新聞社瀬戸支局

### 放送局
ラジオ
- 尾張東部放送 (RADIO SANQ) - コミュニティFM局

テレビ
- グリーンシティケーブルテレビ

### 集約電波塔
- 瀬戸デジタルタワー

### 市外局番
- 当市の市外局番は0561（瀬戸MA）であるが[注釈 4]、鹿乗町は0568（春日井MA）[注釈 5]になる。

## 生活基盤

### 電力
- 中部電力 - 当市を担当する中部電力パワーグリッドの営業所は、尾張旭市にある旭名東営業所である[14]。

### ガス
- 東邦ガス - 瀬戸営業所

### 水道
上下水道
- 愛知県企業庁

## 教育
市立の小・中学校は平成28年度まで隣接学校選択制を導入していたが、新規の小中一貫校設置に向け選択制を廃止した。
2026年4月に、原山小学校・萩山小学校・八幡小学校と光陵中学校が統合し、小中一貫校に移行予定。

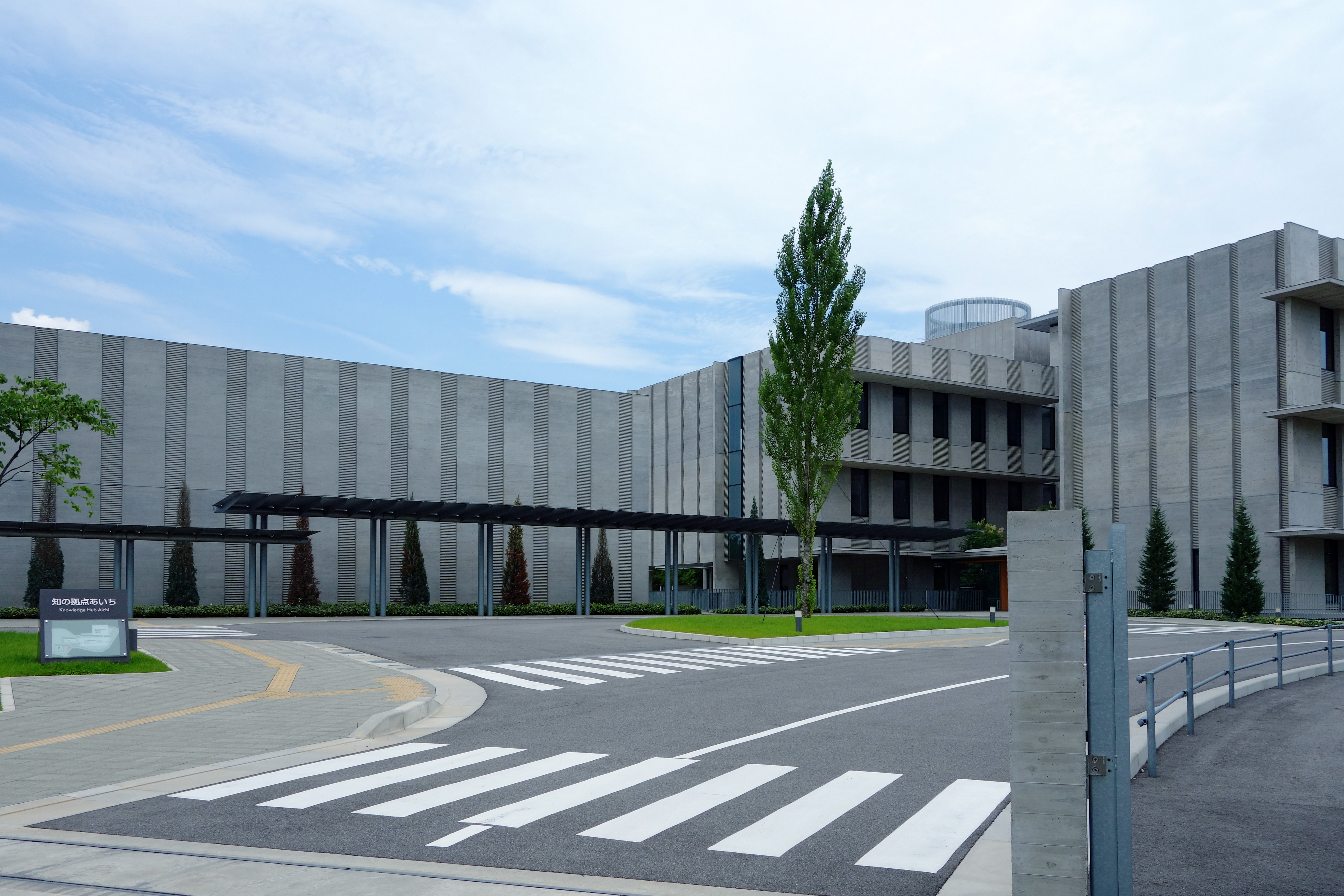
知の拠点あいち

### 大学
国立
- 東京大学 生態水文学研究所

私立
- 名古屋学院大学 瀬戸キャンパス

大学コンソーシアムせと
市内および周辺自治体にある5大学（愛知工業大学、金城学院大学、名古屋学院大学、名古屋産業大学、南山大学）と「大学コンソーシアムせと」の協定を締結しており、パルティせとが竣工した2005年4月より本格的な活動を開始した。当市を中心とした地域で「新しい文化活動を創成」することを標榜しており、生涯学習のための企画のほか、市民と学生の交流や小中高校との連携、まちづくりの支援などを各大学の特色を生かして行うとしている。事務局をパルティせと市民交流センターに設置しており、セミナーなどを実施できるスペースも設けている。なお、運営のための負担金は大学ごとに定額金と学生数によって決められているほか、参加する大学が拠出した金額の合計と同じ金額を市も拠出している。

### 専修学校
公立
- 瀬戸旭看護専門学校（進陶町）

私立
- 緑ヶ丘女学院（松原町）　※　2019年廃校

### 高等学校
県立
尾張地方の端に位置する市であるが、日進市や豊明市のような調整特例はなく、瀬戸市の中学生は愛知環状鉄道で行き来できる豊田市の公立高校普通科へは進学できない。
- 愛知県立瀬戸高等学校（東山町）
- 愛知県立瀬戸西高等学校（緑町）
- 愛知県立瀬戸北総合高等学校（本郷町）
- 愛知県立瀬戸工科高等学校（東権現町）

私立
- 聖カピタニオ女子高等学校（西長根町）
- 南山学園聖霊高等学校（せいれい町）

### 中学校
市立（現存）
- 瀬戸市立水無瀬中学校（原山町）
- 瀬戸市立南山中学校（ひまわり台）
- 瀬戸市立幡山中学校（幡中町）
- 瀬戸市立品野中学校（広之田町）
- 瀬戸市立光陵中学校（萩山台）
- 瀬戸市立水野中学校（日の出町）

市立（廃止）
いずれも、2020（令和2）年3月末廃校で、義務教育学校である瀬戸市立にじの丘学園設置に伴う廃止。
- 瀬戸市立祖東中学校（中山町）
- 瀬戸市立本山中学校（道泉町）

私立
- 南山学園聖霊中学校（せいれい町）

### 小学校
市立（現存）
- 瀬戸市立陶原小学校（原山町）
- 瀬戸市立效範小学校（效範町）
- 瀬戸市立水野小学校（小田妻町）
- 瀬戸市立水南小学校（東松山町）
- 瀬戸市立幡山東小学校（八幡町）
- 瀬戸市立幡山西小学校（幡西町）
- 瀬戸市立下品野小学校（品野町）
- 瀬戸市立品野台小学校（上品野町）
- 瀬戸市立掛川小学校（下半田川町）
- 瀬戸市立長根小学校（東長根町）
- 瀬戸市立原山小学校（原山台）
- 瀬戸市立東山小学校（東山町）
- 瀬戸市立萩山小学校（萩山台）
- 瀬戸市立八幡小学校（八幡台）
- 瀬戸市立西陵小学校（すみれ台）

私立
- 瀬戸SOLAN小学校（道泉町）

市立（廃止）
いずれも、2020（令和2）年3月末廃止。義務教育学校である瀬戸市立にじの丘学園設置に伴う小学校の廃止。
- 瀬戸市立深川小学校（宮脇町）
- 瀬戸市立道泉小学校（道泉町）
- 瀬戸市立東明小学校（東明町）
- 瀬戸市立古瀬戸小学校（古瀬戸町）
- 瀬戸市立祖母懐小学校（萩殿町）

### 義務教育学校
- 瀬戸市立にじの丘学園（中山町）　※2020（令和2）年4月に5つの小学校（深川・道泉・東明・古瀬戸・祖母懐）と2つの中学校（祖東・本山）を統合して誕生した。

### 特別支援学校
県立
- 愛知県立瀬戸つばき特別支援学校(南山口町)

市立
- 瀬戸市立瀬戸特別支援学校（愛称：さくらんぼ学園）（萩山台）
- 瀬戸市立のぞみ学園（原山町）

### インターナショナルスクール
朝鮮学校
- 愛知朝鮮第七初級学校（西茨町）

### その他の教育施設
- 中小企業大学校瀬戸校（川平町）（独立行政法人中小企業基盤整備機構が設置する研修のための施設）
- 愛知県立窯業高等技術専門校（職業能力開発促進法に基づく職業能力開発校）
- 産業技術総合研究所中部センター（独立行政法人）
- オアシス21（川端町）
- あいち海上の森大学（吉野町）[広報 4]
- あいちシンクロトロン光センター（知の拠点あいち（南山口町））[広報 5]
- 瀬戸農業塾
- せとしごと塾
- みんなの環境学園（陶本町）
- 瀬戸ツクルスクール
- 瀬戸プラクティカルカレッジ

## ニュータウン

### 菱野団地

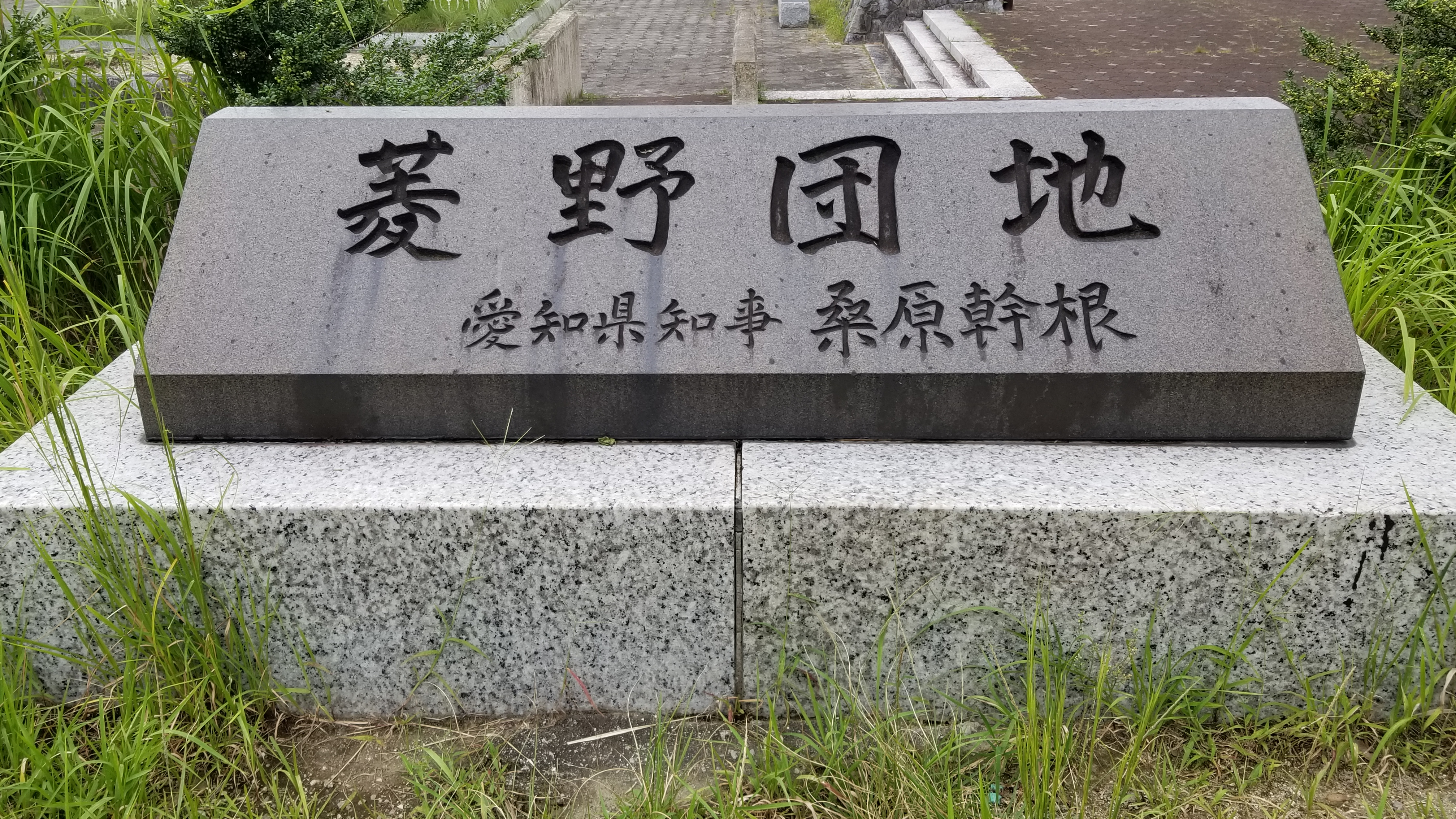
菱野団地中央広場にある碑

菱野団地（ひしのだんち）とは市南部に存在する住宅団地、ニュータウンである。地名は菱野台、原山台、八幡台、萩山台に分かれる。中心地は菱野台で商店や銀行などが存在する。住宅は県営の集合住宅と戸建て住宅で構成されている。

#### 菱野団地内の主要施設
- 瀬戸菱野郵便局
- 菱野団地商店街
- 萩山台商店街
- 菱野ウィングビル
- 菱野団地中央広場
- 瀬戸市立光陵中学校
- 瀬戸市立原山小学校
- 瀬戸市立八幡小学校
- 瀬戸市立萩山小学校
- 瀬戸市立瀬戸特別支援学校

## 交通

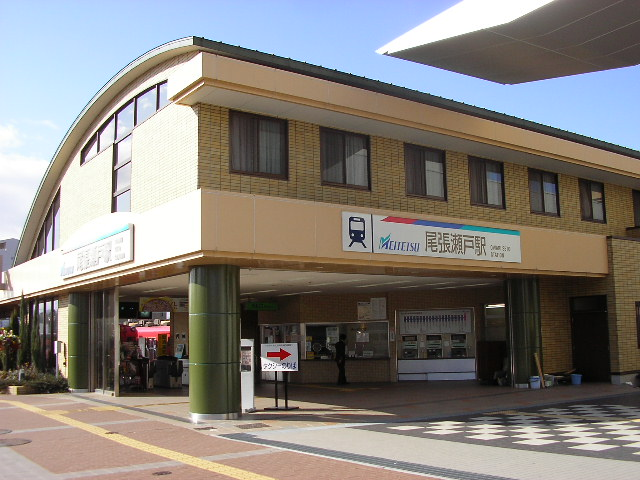
名鉄瀬戸線尾張瀬戸駅

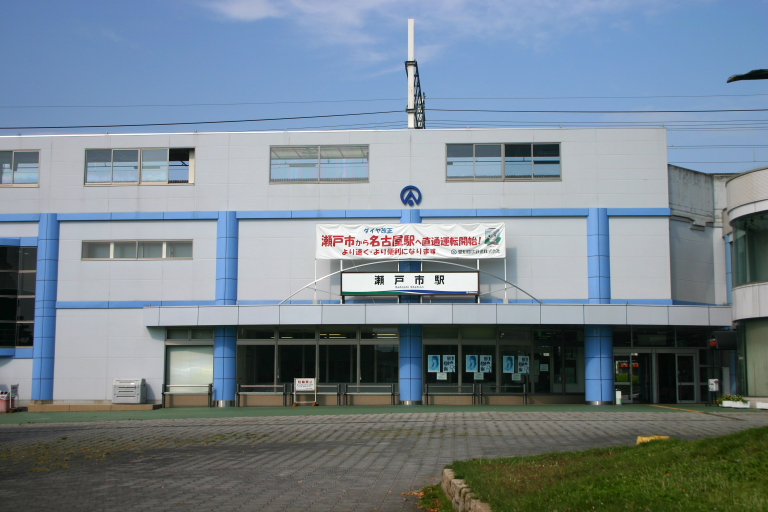
愛知環状鉄道線瀬戸市駅

### 鉄道
鉄道は概ね市の西部に建設されており、東側の山間部には存在しない。名鉄瀬戸線は西側の尾張旭市より市内に入ってきて中部にある尾張瀬戸駅を終点としている。愛知環状鉄道線は市西部を縦断している。
名古屋鉄道
瀬戸線：水野駅 - 新瀬戸駅 - 瀬戸市役所前駅 - 尾張瀬戸駅
愛知環状鉄道
愛知環状鉄道線：中水野駅 - 瀬戸市駅 - 瀬戸口駅 - 山口駅
- 中心となる駅：尾張瀬戸駅

※名鉄瀬戸線の三郷駅（尾張旭市）や愛環線・リニモの八草駅（豊田市）は本市との境界近くにある。
市内にJR東海の路線は通っていないが、市北東部では庄内川の対岸（春日井市）にあるJR中央線の高蔵寺駅や定光寺駅を利用することができる。また、愛知環状鉄道線ではJR中央線からの片乗り入れが行われている。
愛知高速交通（リニモ）の株主として一定の金額を拠出しているが、市内にリニモは通っていない。ただし、陶磁資料館南駅は当市と豊田市、長久手市との境界付近にある。

### バス

#### 路線バス
名鉄バス
新瀬戸駅、瀬戸駅前を中心に名鉄バスセンター行きの基幹バスや、菱野団地、愛・地球博記念公園駅（土休日のみ）などへ向かう路線を運行している。
なお、現在の名鉄バス路線には廃止されたJR東海バスの路線が含まれているが、2009年10月より市から受託して運行している。
東濃鉄道
多治見駅前から県境を越えて市北部にある下半田川まで運行している。愛知県内で東濃鉄道の路線バスが走っているのは当市だけである。
瀬戸市コミュニティバス
瀬戸万博記念公園 愛・パーク行きシャトルバス
菱野団地住民バス

### 道路

#### 高速道路

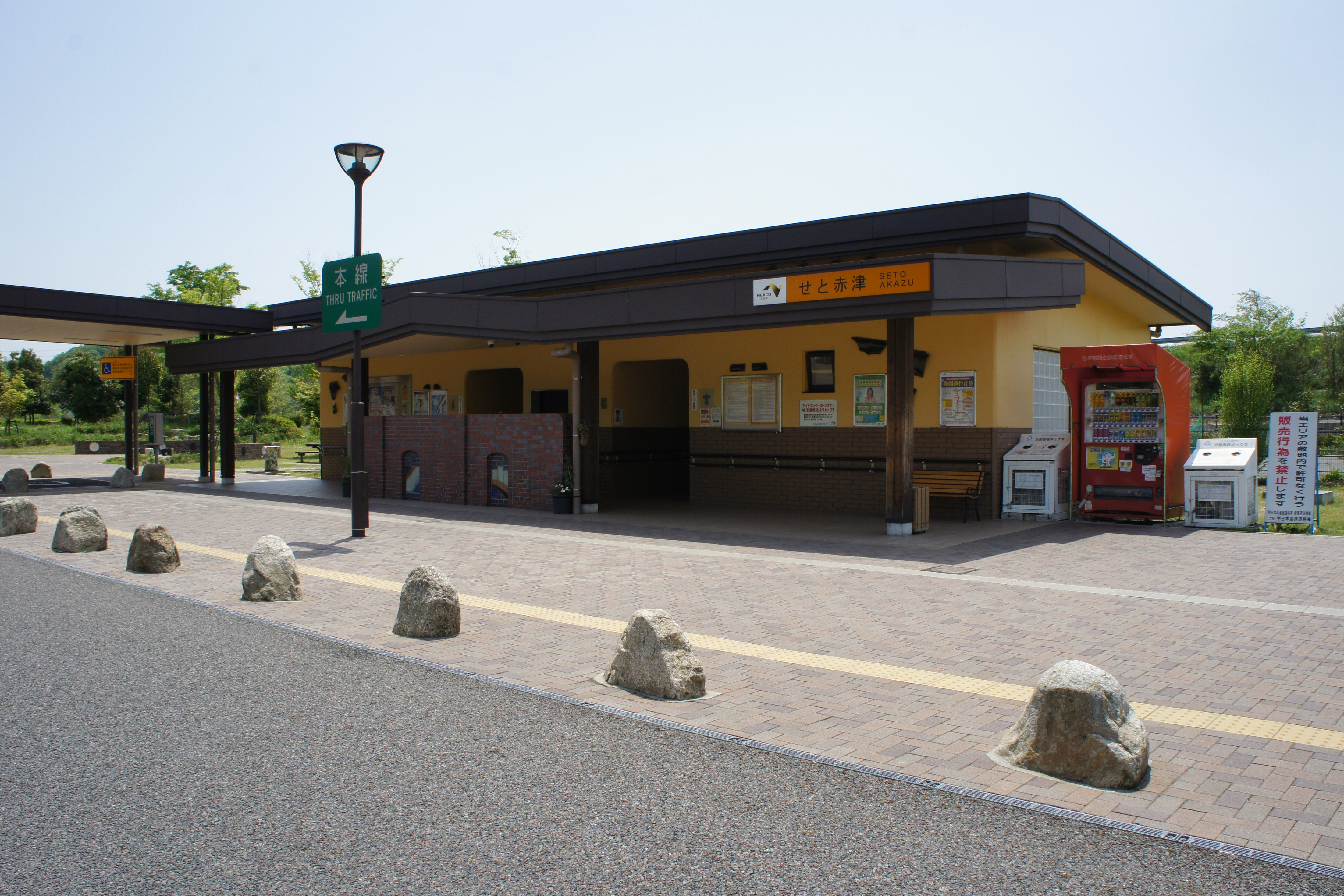
せと赤津PA

- 東海環状自動車道
（豊田市）- （5）せと赤津IC・（PA）せと赤津PA - （6）せと品野IC - （土岐市）

#### 国道
- 国道155号
- 国道248号
- 国道363号（瀬港線）

#### 県道
主要地方道
- 愛知県道6号力石名古屋線（南山口町の南端を数百m通る）
- 愛知県道15号名古屋多治見線
- 愛知県道22号瀬戸環状線
- 愛知県道33号瀬戸設楽線
- 愛知県道53号春日井瀬戸線
- 愛知県道57号瀬戸大府東海線
- 愛知県道61号名古屋瀬戸線（瀬戸街道）
- 愛知県道75号春日井長久手線

一般県道
- 愛知県道205号下半田川春日井線
- 愛知県道207号定光寺山脇線
- 愛知県道208号上半田川名古屋線
- 愛知県道209号愛・地球博記念公園瀬戸線
- 愛知県道210号中水野品野線
- 愛知県道212号窯元東古瀬戸線
- 愛知県道523号広久手八草線

#### 道の駅
- 道の駅瀬戸しなの

### ナンバープレート
- 車検証の住所（使用者）が当市にある自動車には、尾張小牧ナンバーが交付される。

## 名所・旧跡・観光スポット

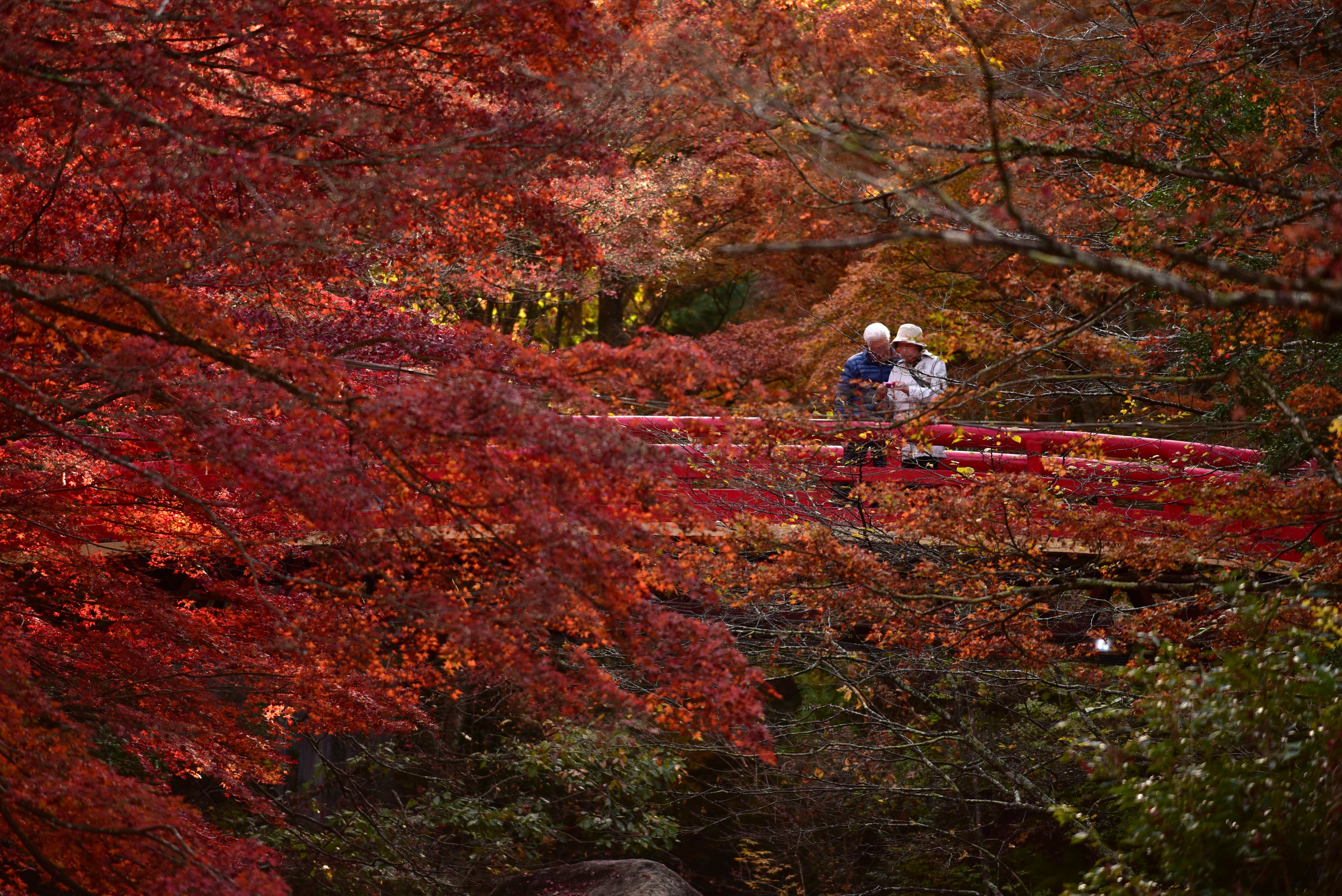
岩屋堂公園の紅葉

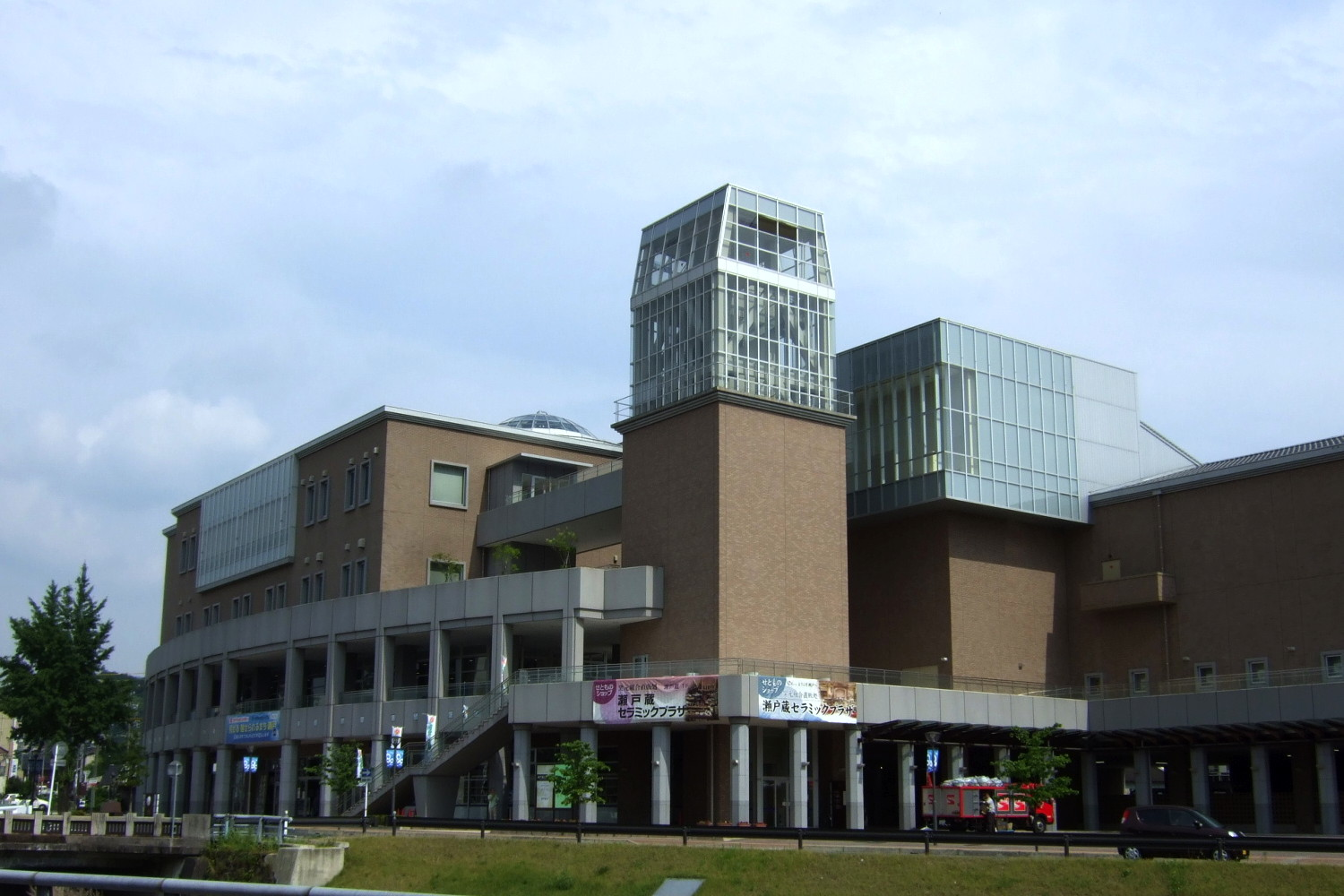
瀬戸蔵

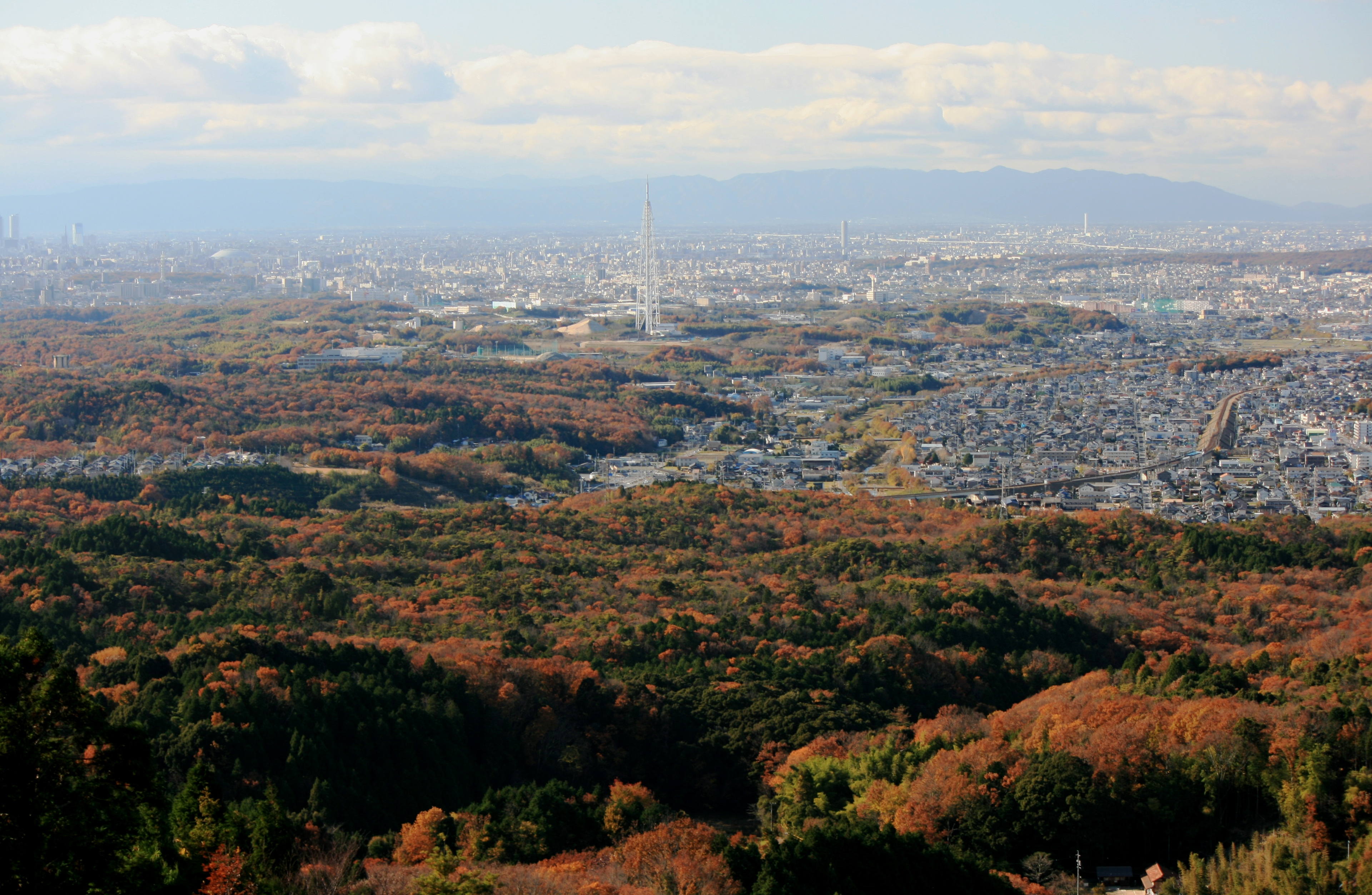
物見山から望む海上の森

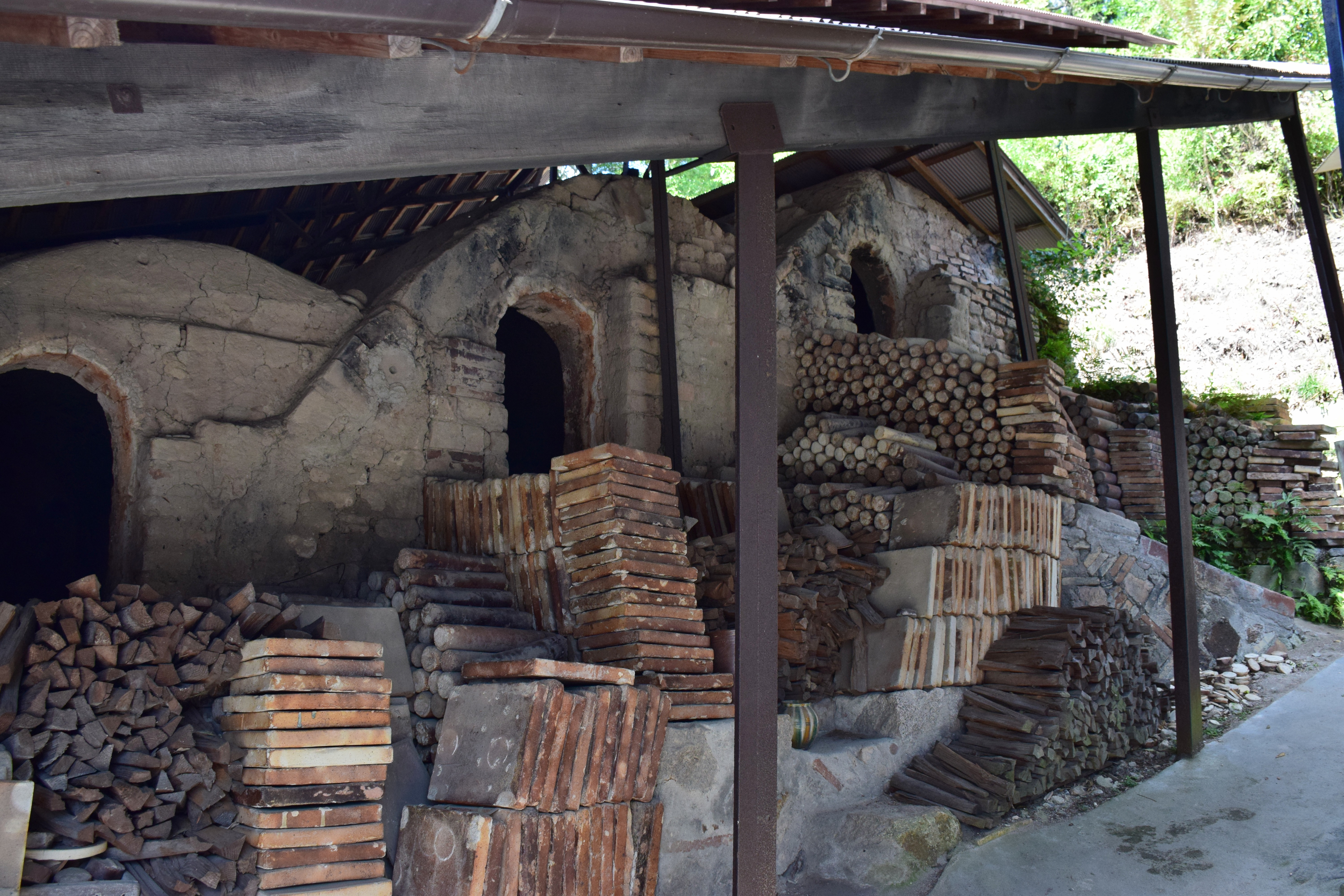
洞本業窯

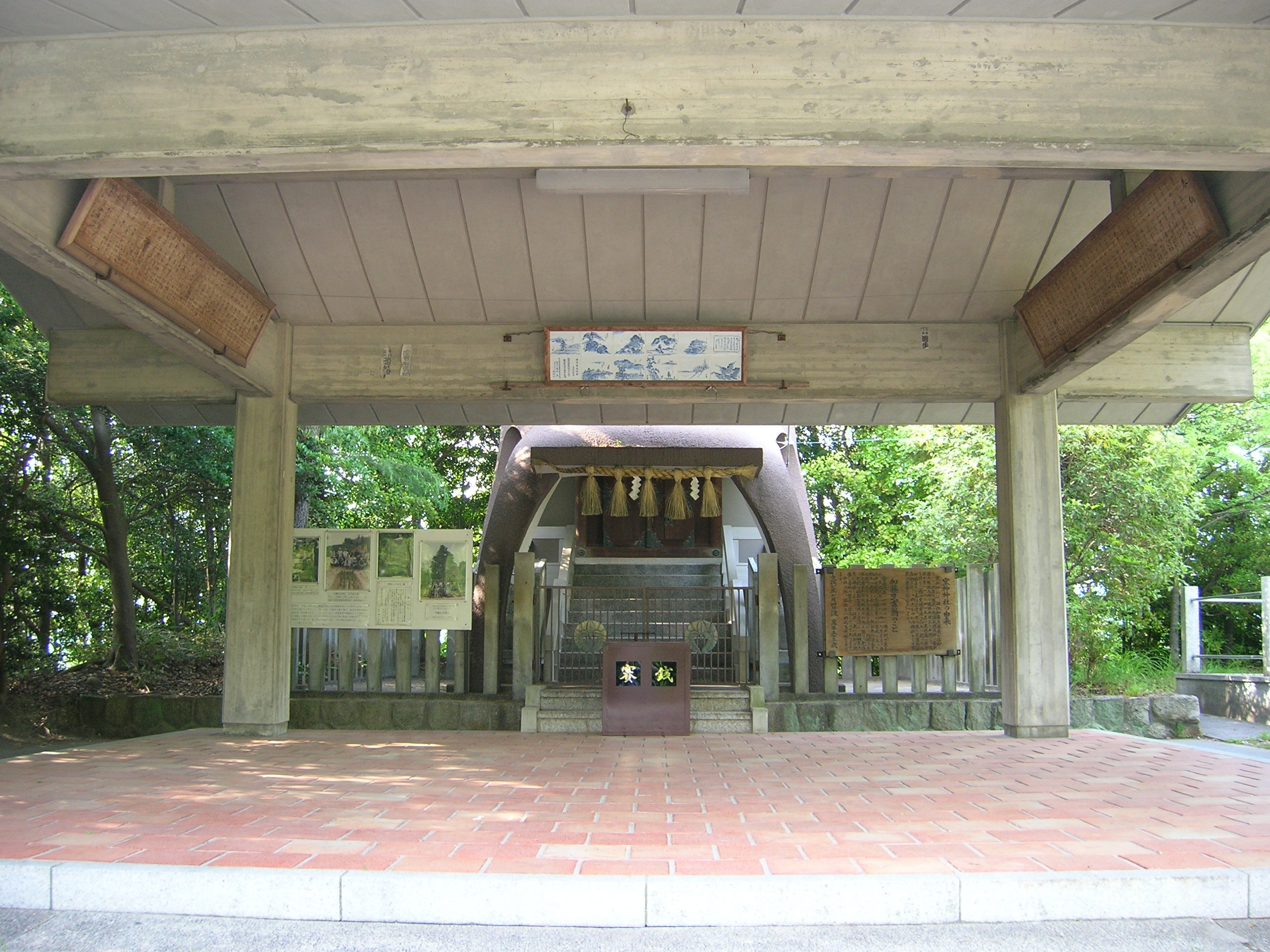
窯神神社

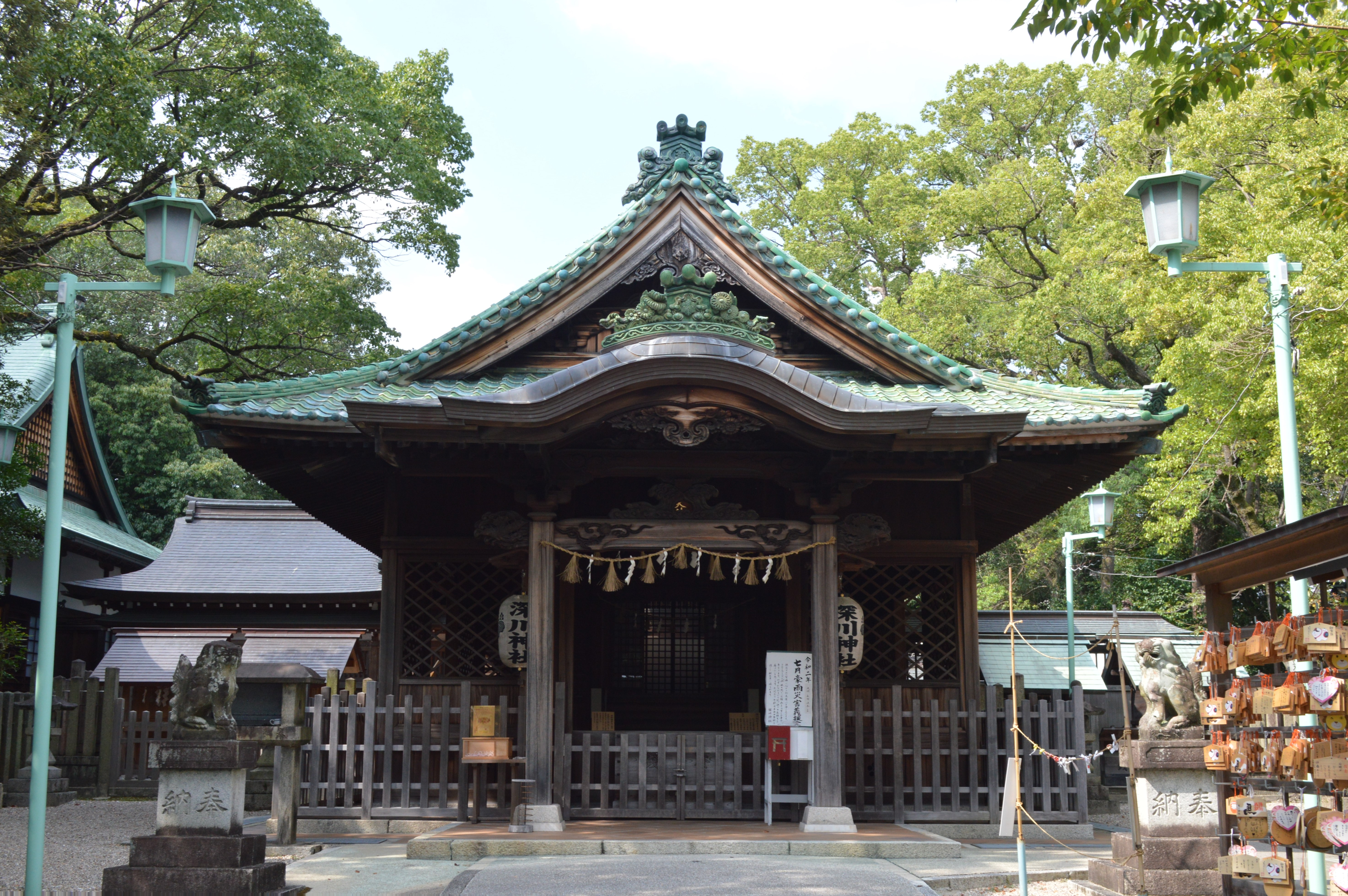
深川神社

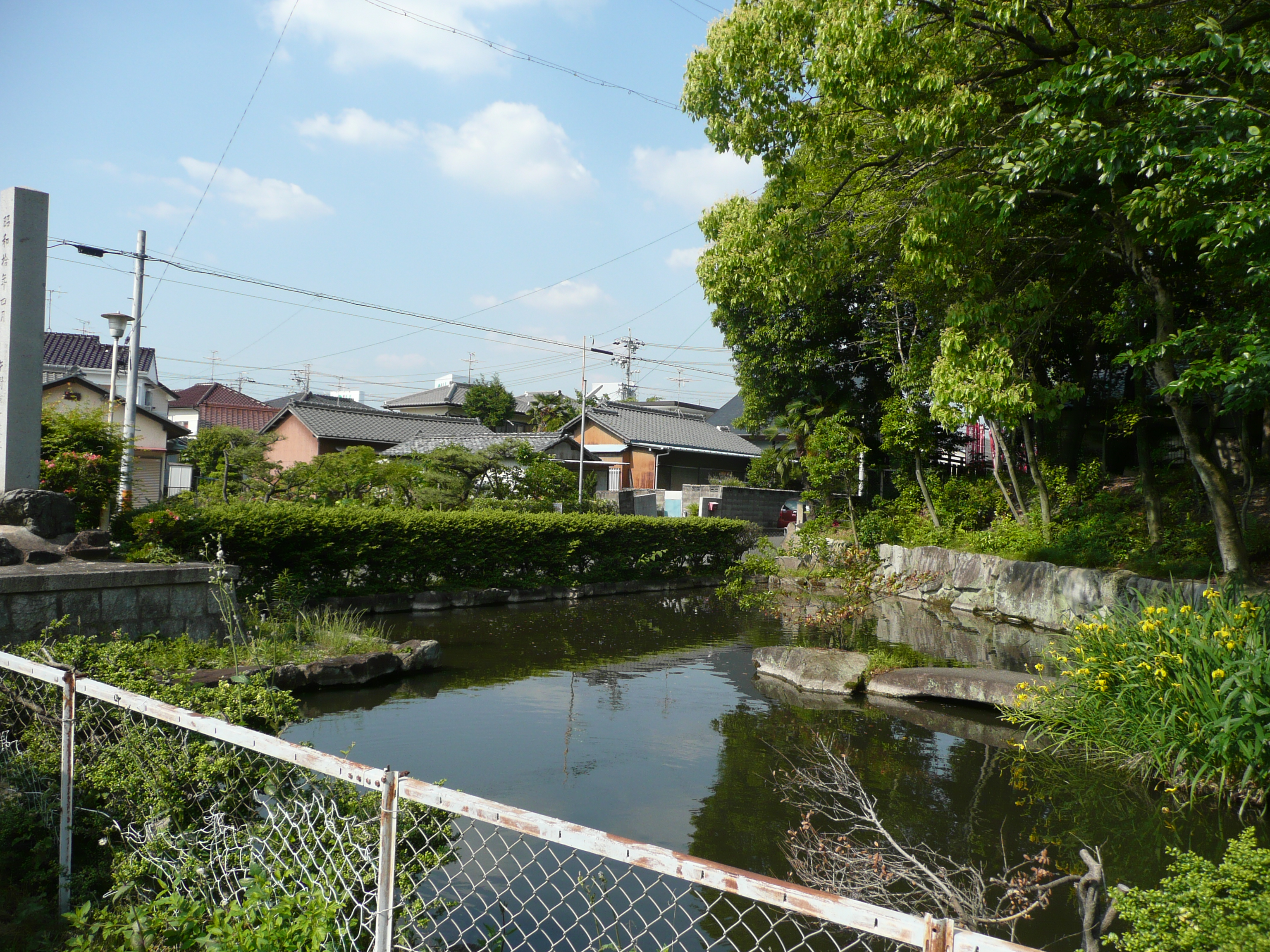
今村城の水堀

### 文化財

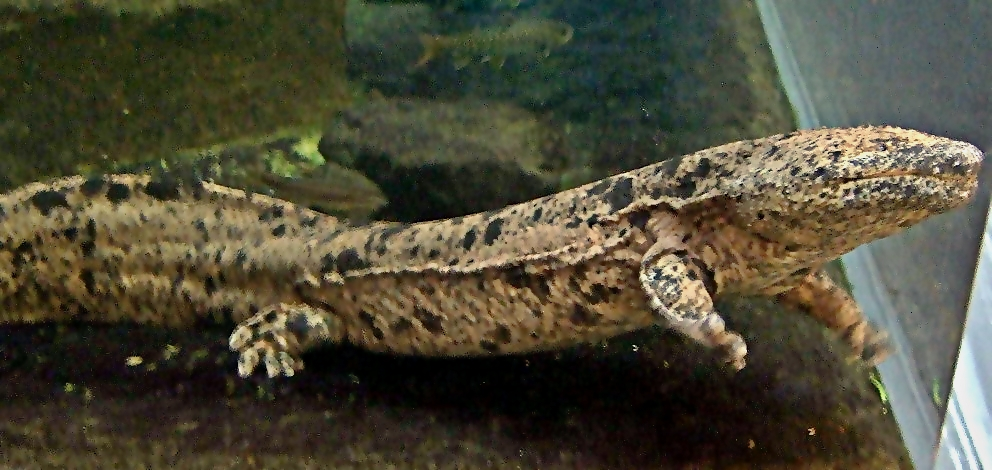
国の特別天然記念物である、蛇ヶ洞川に生息するオオサンショウウオ

国の文化財が10件、県の指定文化財が10件、市の指定文化財が51件ある。
国による指定
- オオサンショウウオ - 特別天然記念物（蛇ヶ洞川に生息する）。1952年3月29日指定
- 定光寺 本堂 - 1926年4月19日指定
- 源敬公（徳川義直）廟 - 1937年8月25日指定
- 小長曽陶器窯跡 - 史跡
- 志段味古墳群 - 史跡
- 瀬戸窯跡　瓶子陶器窯跡　－史跡
- 旧山繁商店

愛知県による指定
- 木造阿弥陀如来立像

瀬戸市による指定
- 深川神社 本殿

### 名所・旧跡
主な城郭
- 今村城
- 入尾城
- 上菱野城
- 南山城

主な寺院
- 雲興寺 - 鐘楼は登録有形文化財
- 慶昌院
- 定光寺 - 重要文化財
  - 定光寺公園（国定公園）
  - 定光寺ほたるの里
- 宝泉寺
- 宝生寺

主な神社
- 曽野稲荷
- 陶祖神社
- 深川神社
- 窯神神社
- 熊野神社
- 梶田神社
- 尾張戸神社

### 観光スポット
- 瀬戸万博記念公園 愛・パーク
- 愛知高原国定公園（東海自然歩道の愛知県内区間。瀬戸市は定光寺 - 岩屋堂公園 - 雲興寺 - 猿投山の市内の区間）
- 愛知県陶磁美術館
- 瀬戸デジタルタワー
- 瀬戸蔵
- スラムパーク瀬戸
- 陶土珪砂採掘場（瀬戸グランドキャニオン）
- 岩屋堂公園（国定公園）
- 瀬戸大滝（岩屋堂公園内）
- 小長曽陶器窯跡 - 国の史跡
- 海上（かいしょ）の森（愛・地球博瀬戸会場）
- ねむの森（自然児童遊園）
- 窯垣の小径・窯垣の小径ギャラリー、資料館
- 洞本業窯
- 品野陶磁器センター
- 赤津焼会館
- 陶祖公園（瀬戸公園）
- ノベルティ・こども創造館
- 瀬戸染付工芸館
- 瀬戸市新世紀工芸館
- 本業窯
- 三国山ウエスト牧場
- 瀬戸市民公園
- 北川民次アトリエ
- 招き猫ミュージアム
- かわらばん家
- 養蜂博物館
- 瀬戸つばきの里
- 無風庵
- 愛知西洋磁器美術館
- 志段味古墳群
- 瀬戸永泉教会礼拝堂 - 登録有形文化財
- 寄席処せと末広亭
- 萩御殿（瀬戸南公園）
- 道の駅瀬戸しなの（品野陶磁器センターに隣接）

※かさはら潮見の森は本市上半田川町と多治見市笠原町との境界にあるが、本市から直接入ることはできない。

## 文化

### 祭事・催事
主な祭事・催事
- 尾張えびす（1月5日）

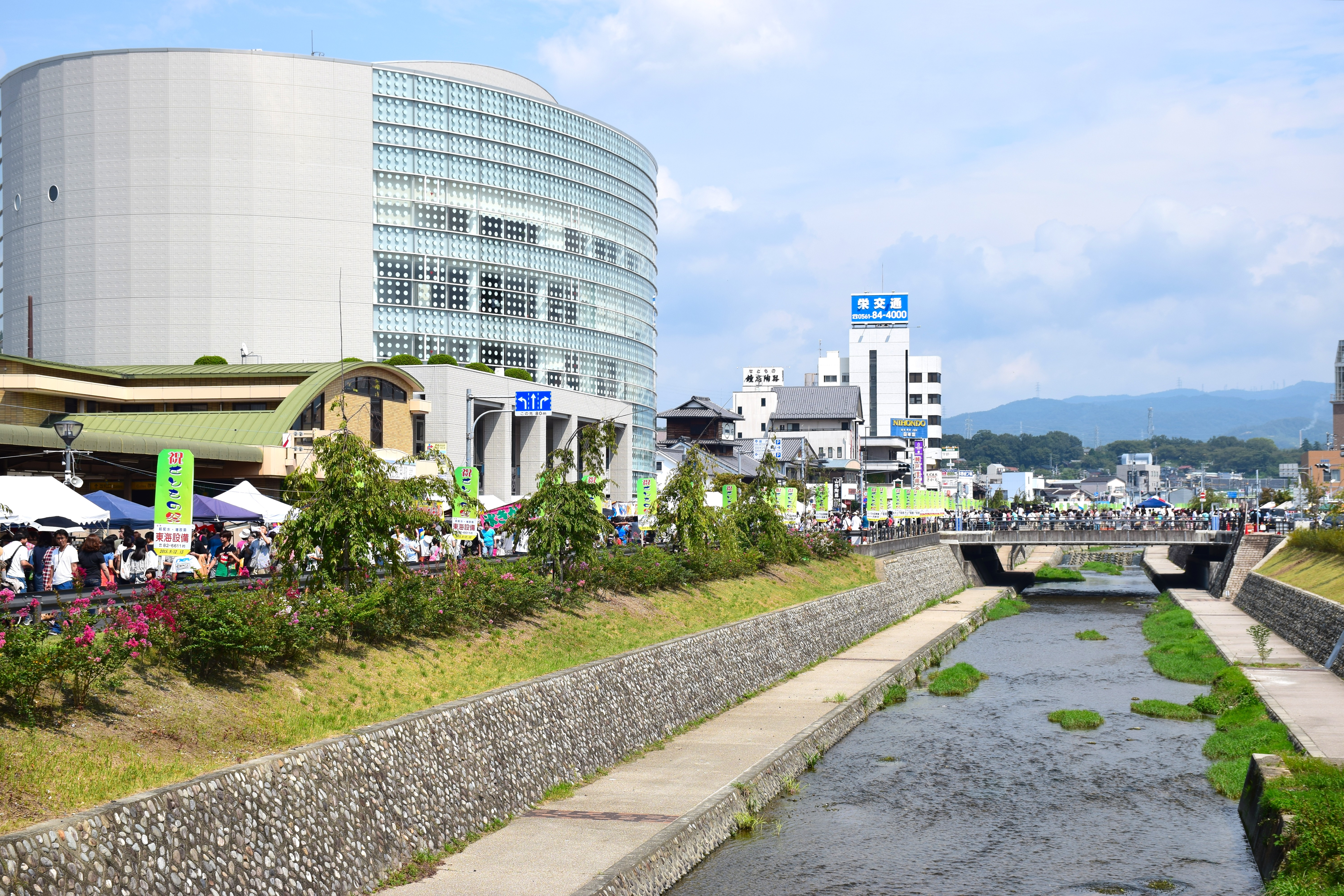
せともの祭

- 陶のまち 瀬戸のお雛めぐり（2月上旬 - 3月3日）
- 陶祖まつり（4月）
- 水野窯めぐり（4月第2土日・11月第2土日）
- 性空祭（4月24・25日）
- 瀬戸つばき祭り（4月中旬）
- 品野工房めぐり（5月第1土日・11月第2土日）
- 北川民次アトリエ公開（5月第2土日・11月第2土日）
- ガラスウィークin瀬戸（4月29日 - 5月5日）
- 瀬戸市民体育大会（5月最終日曜日）
- 品野祇園祭（7月第3土曜日）
- せとなつ（7月下旬 - 8月31日）
- 本地地蔵祭り（8月第3土曜日）
- せともの祭（9月第2土・日曜日）
- 来る福招き猫まつり（9月29日周辺の土日）
- せと市民祭（10月） ※2003年を最後に実施されていなかったが2016年よりせとまちフェスティバルと改称し実施。
- 警固祭り（10月）
- ごんか祭（10月）
- せとあとりえ参道（10月第1土日）
- 窯垣の小径まつり（10月）
- 宝泉寺薬師（あめんぼう祭り）（11月8日・12日）
- 岩屋堂公園もみじまつり（ライトアップ期間 : 11月中旬 - 11月23日）
- 定光寺もみじまつり（11月中旬 - 11月30日）
- 瀬戸地方近郊駅伝大会（12月の第2日曜日）
- 瀬戸市民歩け歩け大会（駅伝と同時開催）
- 陶のあかり路（12月上旬 - 12月24日）

### 名物・名産品
名産品
- 赤津焼
- 瀬戸焼

### 団体
市民団体
- せとっこ

### 方言
- 瀬戸弁
  - 当市で話されている方言である瀬戸弁は、名古屋弁と少し異なる（東濃弁にやや近い）。

### 郷土食
- うなぎ
- てりかけ
- 瀬戸しょうゆ焼きそば
- ぞうきん
  - せんまい（牛の胃袋）のこと[19]。

## 瀬戸市出身の人物

### 政治家
- 青山丘（政治家、衆議院議員（9期）、文部科学副大臣）
- 伊藤保徳（政治家、第11代瀬戸市長、河村電器産業副社長）
- 加藤鐐五郎（政治家、第48代衆議院議長）
- 川本雅之（政治家、第12代瀬戸市長）
- 久保田学（立川市議会議員）
- 鈴木淳司（衆議院議員）

### 経営者・ジャーナリスト
- 鈴木哲夫（HOYA名誉会長）
- 柴田秀利（ジャーナリスト、日本テレビ放送網専務取締役）
- 柴田泰男（元豊田通商社長）
- 山田進太郎（メルカリ創業者、メルカリ代表取締役会長兼CEO）

### 学者・大学教授
- 加藤昭男（彫刻家、武蔵野美術大学名誉教授）
- 加藤主税（言語学者）
- 清水博（薬学者、東京大学名誉教授）
- 冨田幸光（古生物学者、国立科学博物館名誉研究員）

### 歌人
- 永井陽子（歌人）

### 棋士
- 藤井聡太（将棋棋士）- 史上最年少プロ入り・史上初のタイトル八冠制覇

### 料理人
- 小崎陽一[広報 6]（イタリア料理研究家）- 妻は保田圭。

### 陶芸家
- 加藤景正（陶工、瀬戸焼（瀬戸窯）の開祖）
- 加藤民吉（陶工）
- 加藤唐九郎（陶芸家）

### 彫刻家
- 長江録弥（彫刻家）

### 写真家
- 浅井慎平（写真家）

### 映画監督
- 岩木勇一郎（映画監督、プロデューサー）
- 橋本信一（映画監督）

### 漫画家
- はっとりかずお（漫画家）

### 野球
- 伊藤隼太（元プロ野球選手）
- 小川宗直（元プロ野球選手）
- 金本誠吉（元プロ野球選手）
- 酒井大輔（元プロ野球選手）
- 加藤大和  (プロ野球選手、北海道日本ハムファイターズ育成選手(投手))

### サッカー
- 磯村亮太（サッカー選手）
- 加藤未渚実（フットサル選手）
- 川本泰三（サッカー選手）※大阪市育ち
- 長谷川徹（サッカー選手）
- 福島春樹（サッカー選手）
- 成瀬竣平（サッカー選手）
- 八木聖人（フットサル選手）

### 卓球
- 長谷川信彦（卓球選手）

### フィギュアスケート
- 大庭雅（フィギュアスケート選手）

### 陸上
- 中村麻衣 (陸上選手)（陸上競技選手）

### 競泳
- 川本武史（競泳選手）

### テコンドー
- 山田美諭（テコンドー選手（WT））

### 騎手
- 小沢大仁（騎手）

### 調教師
- 加藤敬二（中央競馬調教師）

### 歌手
- 石川秀美（元歌手）- 薬丸裕英夫人※生まれは千葉県
- 佐野まり（歌手、作曲家、作詞家、演奏家）
- 中島怜（歌手）

### アナウンサー・DJ
- 秋山仁志（アナウンサー）
- 長江麻美（テレビ愛知アナウンサー）
- 野田つばさ（VTuber、声優、元ZIP-FMナビゲーター）
- Hillary (声優、元ZIP-FMナビゲーター)

### 放送作家
- 三納貴弘（放送作家、YouTuber）

### 俳優・タレント
- イノシマ全治6ヶ月（お笑い芸人）
- 猪塚健太（俳優）
- 香乃毬花（女優、宝塚歌劇団79期生）
- 瀬戸朝香（女優、20th Century、井ノ原快彦夫人）- 芸名は瀬戸市出身であることに由来
- 長江英和（俳優）
- 野島樺乃（歌手、et-アンド-の元メンバー、SKE48の元メンバー）
- 山田外美代（万博おばあちゃん）

## ゆかりのある人物

### 瀬戸市の学校に通っていた人物
- 青山美智子（著作家）- 瀬戸西高校出身
- オーライリー詩奈（サッカー選手）- 聖カピタニオ女子高等学校出身
- 鎌田菜月（アイドル、SKE48チームEのメンバー）- 瀬戸西高校出身
- キシモトマイ（お笑いタレント）- 瀬戸北高校出身
- 北川民次（洋画家）- 瀬戸高等女学校図画教師
- 桒山賀行（彫刻家）- 瀬戸窯業高校出身
- 清里千聖（タレント・ZIP-FMナビゲーター） - 聖霊中学・高校出身
- 谷川功（俳優）- 瀬戸北高校出身
- 谷口巌（国文学者）- 瀬戸高校出身
- 谷口知広（DA PUMPのメンバー）- 瀬戸西高校出身
- 長江裕明 （冒険家） - 幼稚園時代、瀬戸市に住んでいた

### 瀬戸市に居住歴のある人物
- 朝倉未来（プロ総合格闘家、YouTuber）- 一時期、瀬戸市で過ごした
- 登龍亭獅篭（落語家） - 瀬戸市在住
- 山尾志桜里（政治家）- 一時期、瀬戸市に住んでいた

### 瀬戸市の広報関係
- 旭堂鱗林（講談師、タレント）- 瀬戸市広報大使

## マスコットキャラクター
- せとちゃん

## 瀬戸市を舞台とした作品

### ドラマ
- どっちがどっち! - 2002年にNHKで放送されたテレビドラマ。市内で撮影が行われた。